# 히노 레인보우

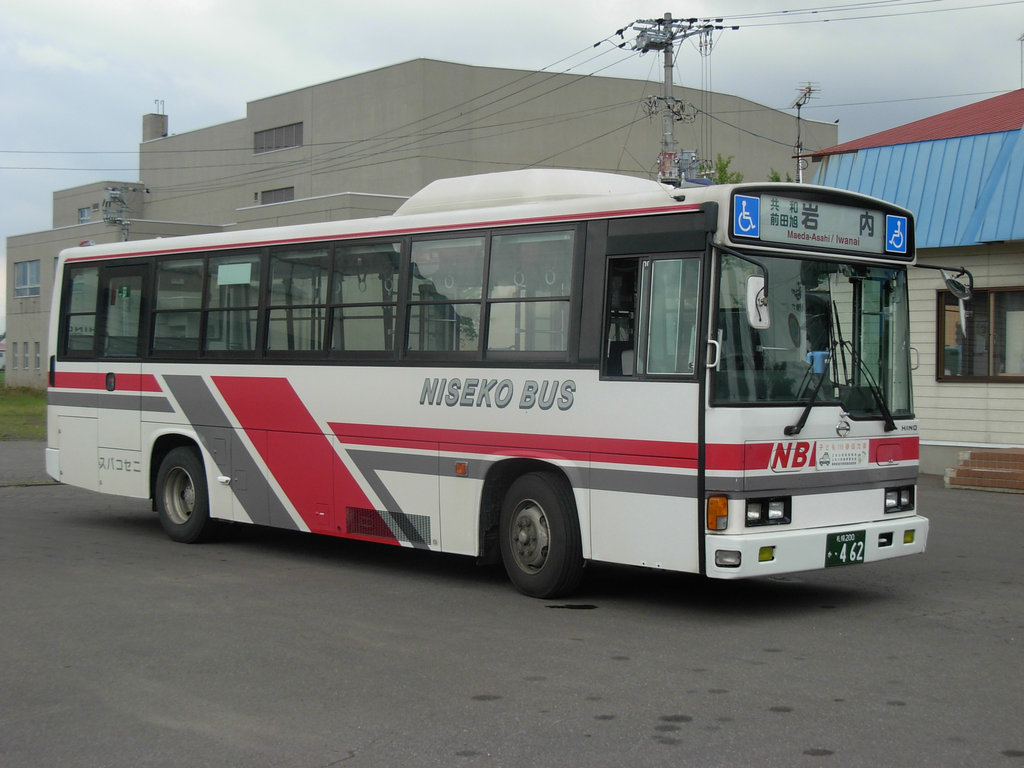
히노 레인보우

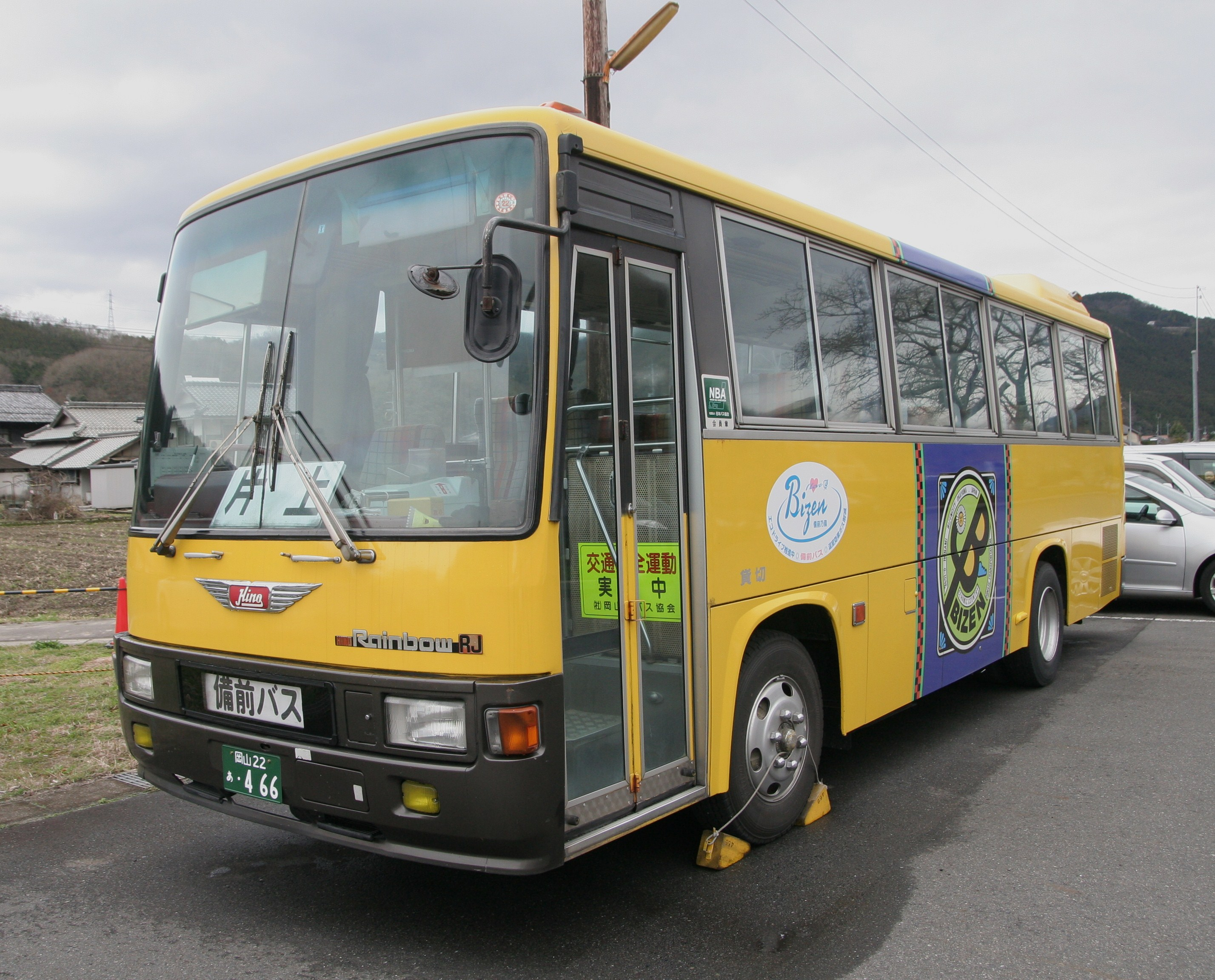
히노 레인보우 RJ계 옆면

히노 레인보우(영어: Hino Rainbow, 일본어: 日野・レインボー 히노 레인보오[*])는 일본 J버스사가 생산하고 히노 자동차에서 판매하는 중형 버스 차량이다.
1966년부터 캡오버 사양이 최초로 생산된 이래 1980년에 리어 엔진 사양이 생산을 시작했고 일본 최초로 스켈레톤 차체로 제작된 중형 버스로 시내버스, 전세버스 용도에 판매되었다. 당초 중형차와 다른 소형차와 포괄된 라인업으로 구성했으나, 모델 변경을 거치면서 현재는 중형 버스 모델의 라인업으로 구성되었다. 차체의 경우 히노 차체 공업 가나자와 공장에서 제작했으나 2002년부터 고마쓰시 공장, 2004년 10월에 J버스의 출범으로 고마쓰 사업소가 제조를 담당했다. 차량 명칭의 경우 히노 자동차의 사내 공모를 통해 결정했다. 대한민국에서는 1989년 7월부터 2002년 10월까지 기아자동차 상용차부문(출시 당시 아시아자동차공업)과 기술제휴로 기아 코스모스를 생산한 바 있다.
9m급 시내버스 모델인 RJ계, 7m급 저상버스 모델인 HR계는 2004년에 단종되었고 9m급 저상버스 모델인 HR계는 2007년 10월 1일에 이스즈 엘가 미오와 통합되면서 히노 레인보우 II 모델로 마지막까지 생산된 10.5m급 저상버스 HR계도 2010년에 단종되었다. 2016년 5월에 풀모델 체인지를 거치면서 현재의 명칭으로 변경되었다.
또한, 이 문서의 경우 히노 자동차의 중형 버스 모델의 역사를 배경으로 1964년에 출시된 일본 최초의 중형버스 차량인 히노 RM 100계(일본어: 日野・RM 100系)와 히노 RL계(일본어: 日野・RL系)에 대해서도 별도로 서술한다.

## 모델

### 히노 RM계

#### RM100
1964년에 히노 자동차 최초로 중형 리어 엔진 버스 모델로 출시되었다. 엔진은 DM100형이 탑재되었고 중형 트럭인 히노 레인저와 주요 부품을 단일화를 시키면서 가격은 일반 버스보다 저렴했다. 차체는 RB10계, RC100계의 단축 사양으로 사용했으며 자가용이나 시내버스로 도입되었다. 1967년에 엔진 출력을 향상시키면서 성능이 향상되었다.

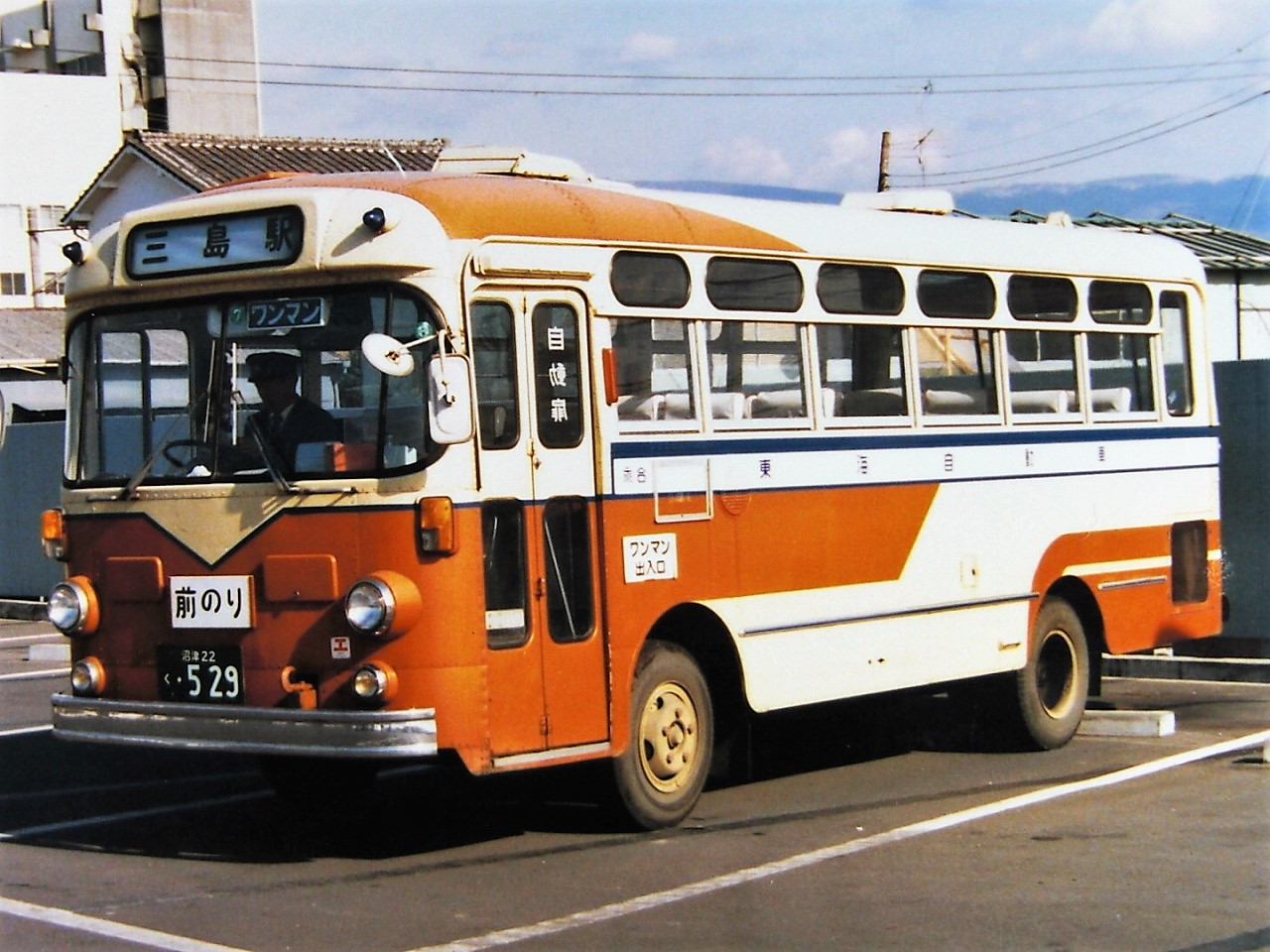

### 히노 BM계 (1966년부터1976년까지)

#### BM320
1966년에 히노 자동차 버스 라인업의 경량 버스 모델이 개발되면서 RM100계보다 더 작은 프론트 엔진 자동차 모델을 생산하기 시작했는데 이것이 BM320계 모델이다. 차체 및 파워 트레인이 중형 트럭인 KM300과 부품이 공유된 것이 특징이다. 1969년에 차명이 히노 레인보우로 변경되었다. 1970년에 마이너 체인지로 조수석과 창문이 변경되었다.

### 히노 RL계

#### RL100
1970년에 출시된 모델로 기존 RM100 모델의 후속이다. 엔진은 EC100형이 탑재되었고 차체의 경우 기존 RM 100 모델과 마찬가지로 RB10계, RC100계의 단축 사양이다.

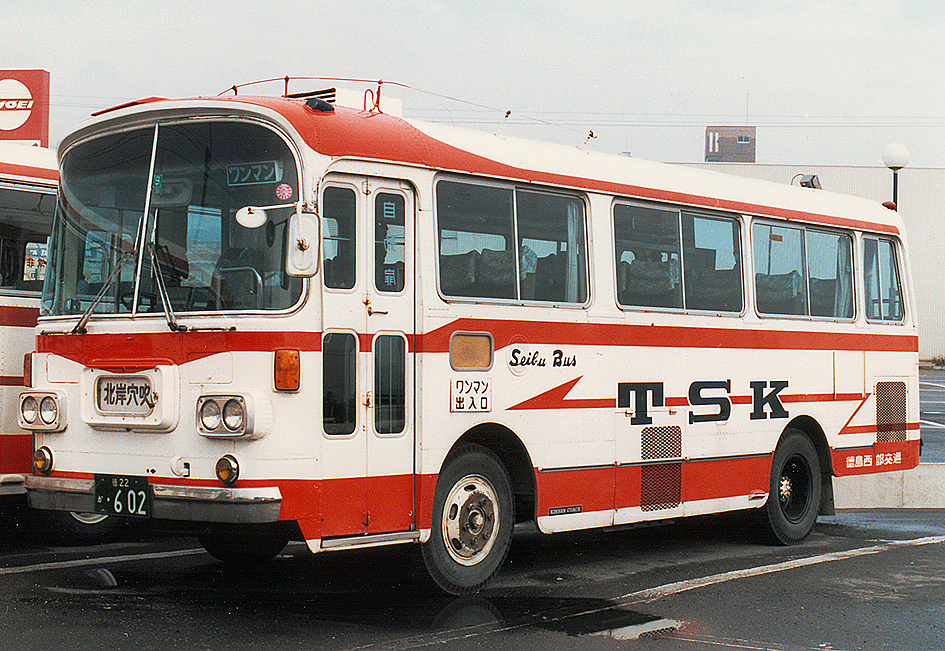

#### RL300/320
1975년에 마이너 체인지로 출시된 모델로 엔진은 EH300형이 탑재되었다. RL300의 경우 기존 RL100과 동일하나, RL320의 경우 길이와 리어 오버행이 연장되었고 후륜에 출입문이 있다는 것이 특징이다.

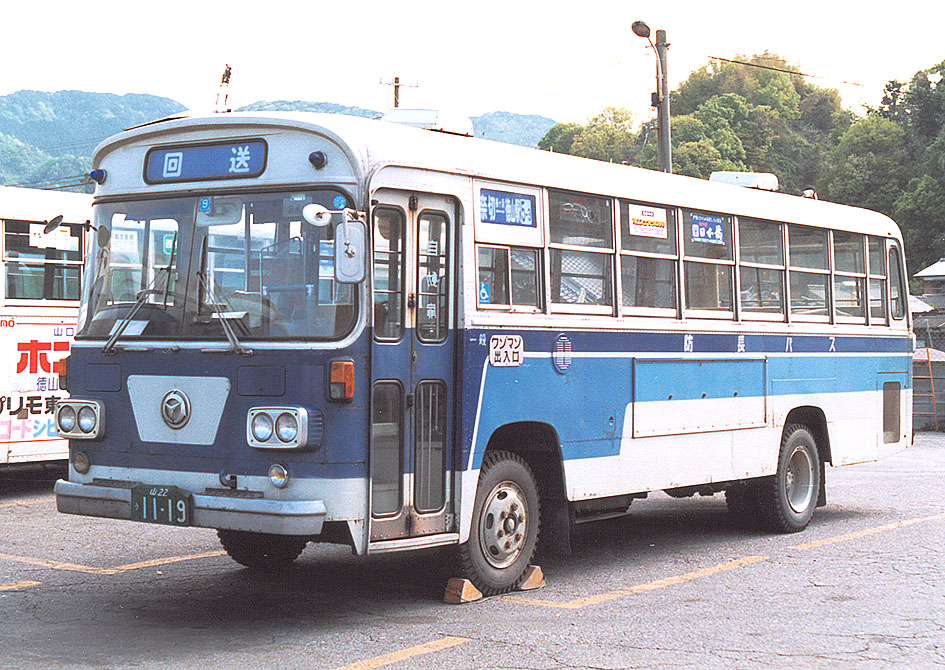
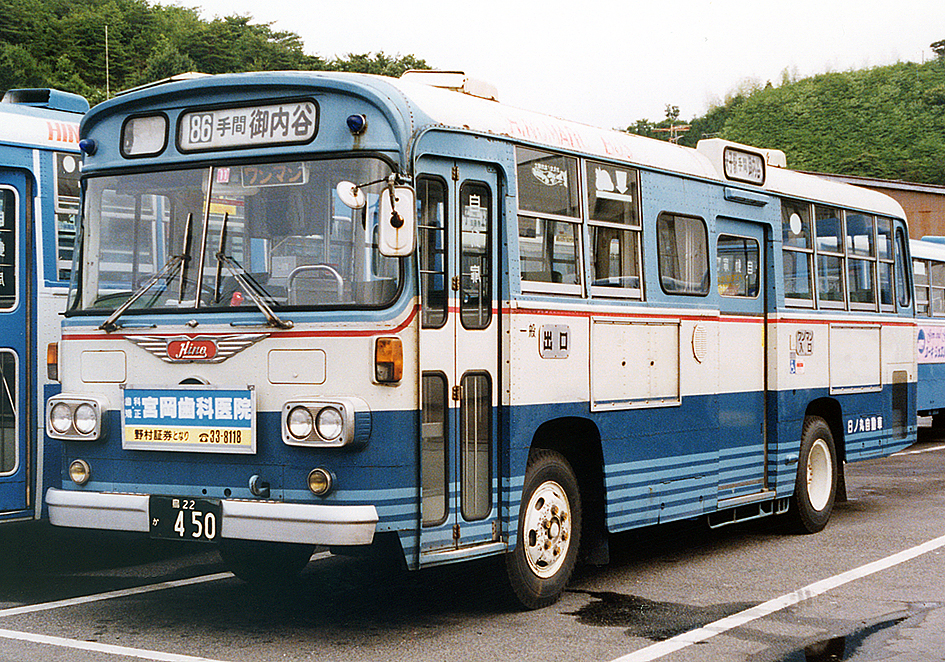

#### K-RL301/321
1980년에 RL 모델의 마이너 체인지로 출시된 모델로 1979년 배출가스 규제 대응에 따라 엔진은 EH700형을 탑재했다. 차체의 경우 종전 모델인 RL300/320과 동일하다.

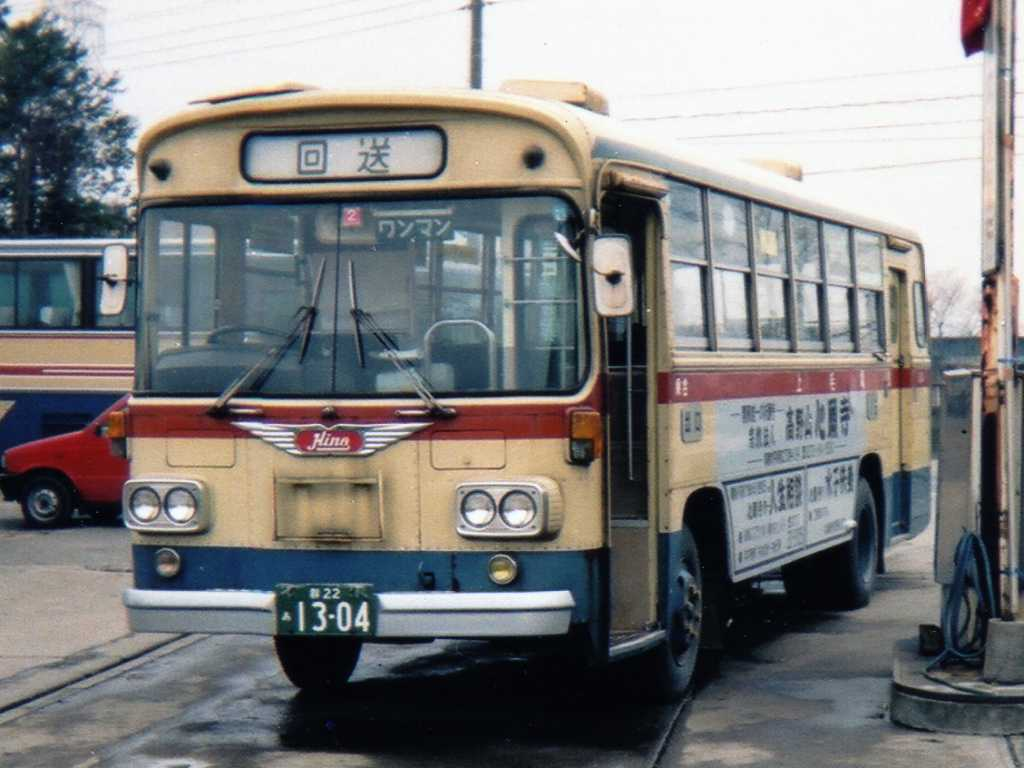

### 히노 레인보우 RJ계/RR계 (시내버스사양)

#### K-RJ계/RR계
1980년에 최초로 출시한 모델로 이전까지 모노코크 차체로 제작된 차량에서 스켈레톤 사양으로 변경되면서 중형버스에 대한 이미지를 개선시켰다. 초기 모델은 1979년 배출가스 규제 대응에 따라 K-RJ170AA, K-RJ172AA 사양이 존재 했으며 엔진은 히노 RL계에서 탑재된 EH700형아 탑재되었다. 벏매 당싱 판스프링 사양인 RJ계가 출시했으나 1982년에 에어 서스펜션 장착한 RR계가 라인업에서 출시되었다.

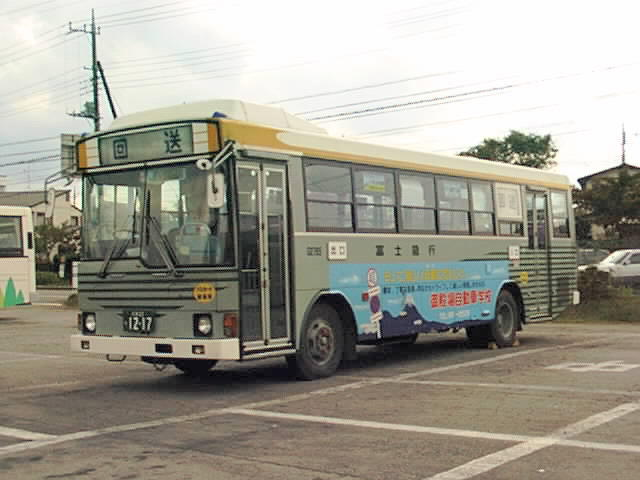

#### P-RJ계/RR계
1984년에 출시된 모델로 1983년 배출가스 규제에 대응한 모델이다. 엔진은 H07C형이 탑재되었다. 1985년에 엠블럼이 변경되었다. 1988년에 풀모델 체인지로 직선적인 스타일은 기존 모델과 동일하나 가장자리가 부드러운 느낌으로 개선과 동시에 전조등도 변경되었다.

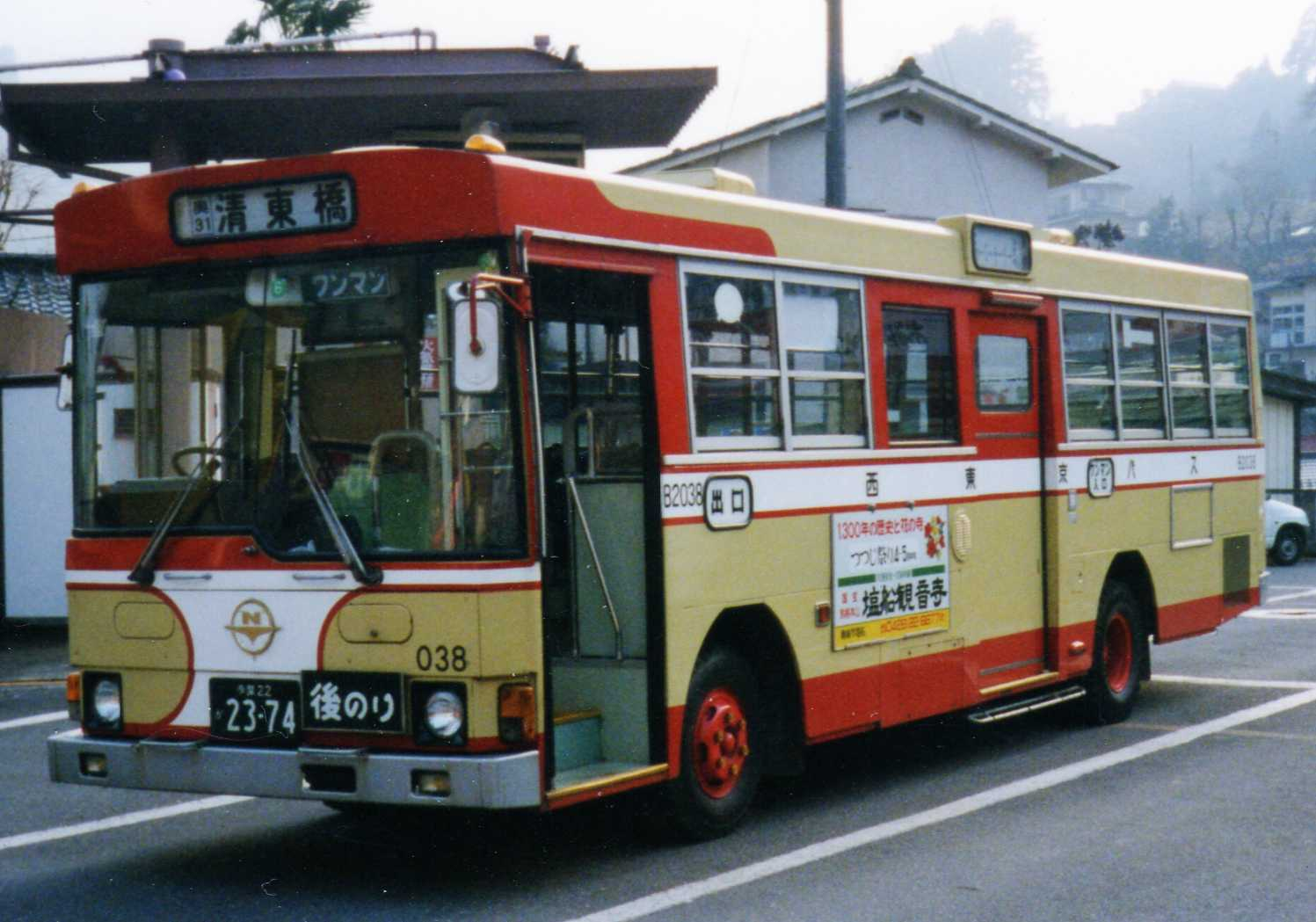
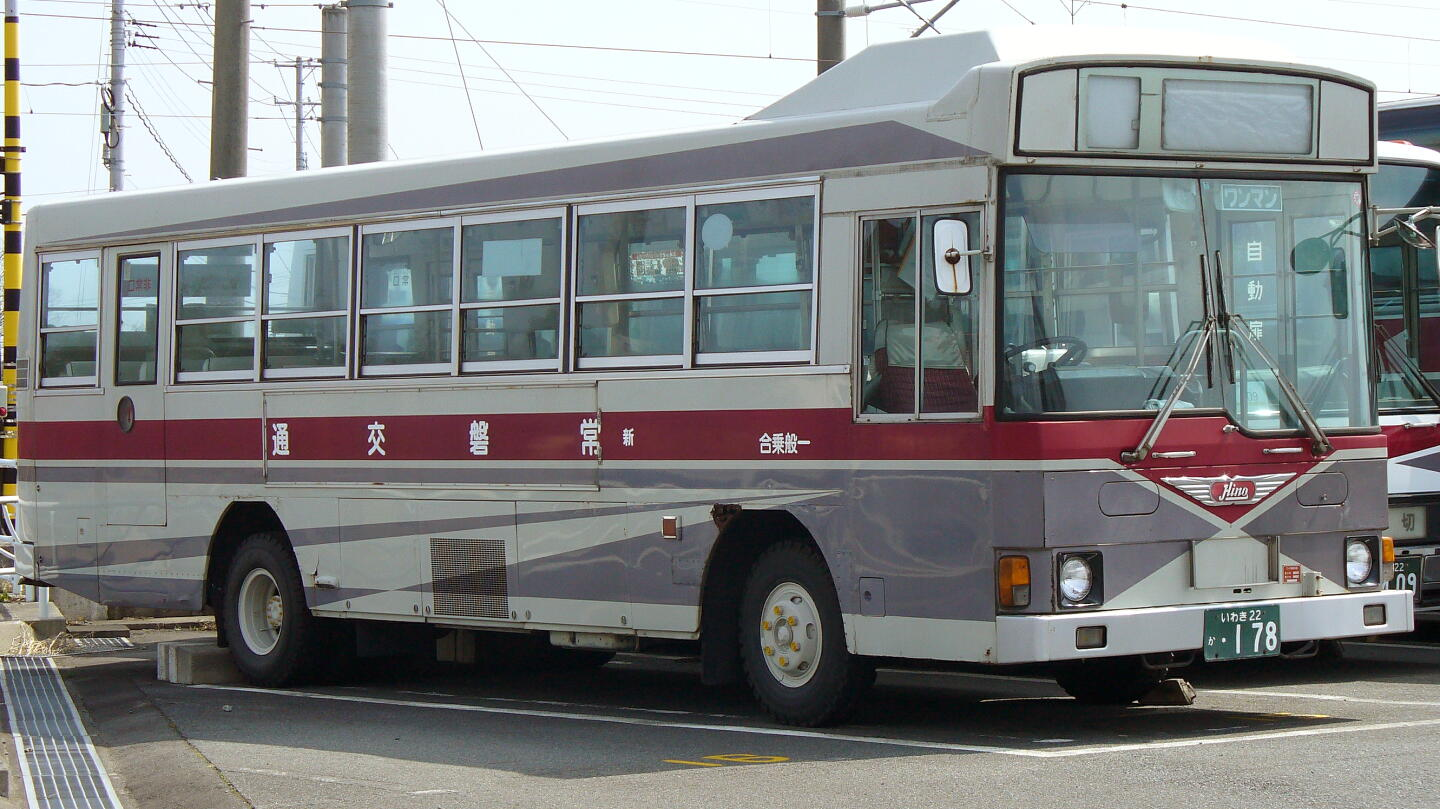

#### U-RJ계/RR계
1990년 7월에 출시된 모델로 1989년 배출가스 규제에 대응한 모델이다. 엔진은 H07D형이 탑재되었고 차량 형식도 변경되면서 RJ/RR3H계란 명칭을 사용했다. 1993년에 5단 자동변속기 사양이 추가되었다. 기존 저상버스 모델의 경우 5단 수동변속기가 장착되었다. 추가 옵션으로 4등 라이트와 리어 램프가 별도로 존재했다.

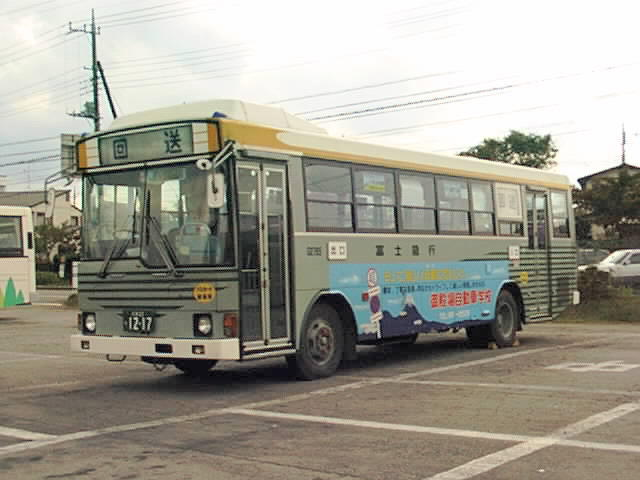
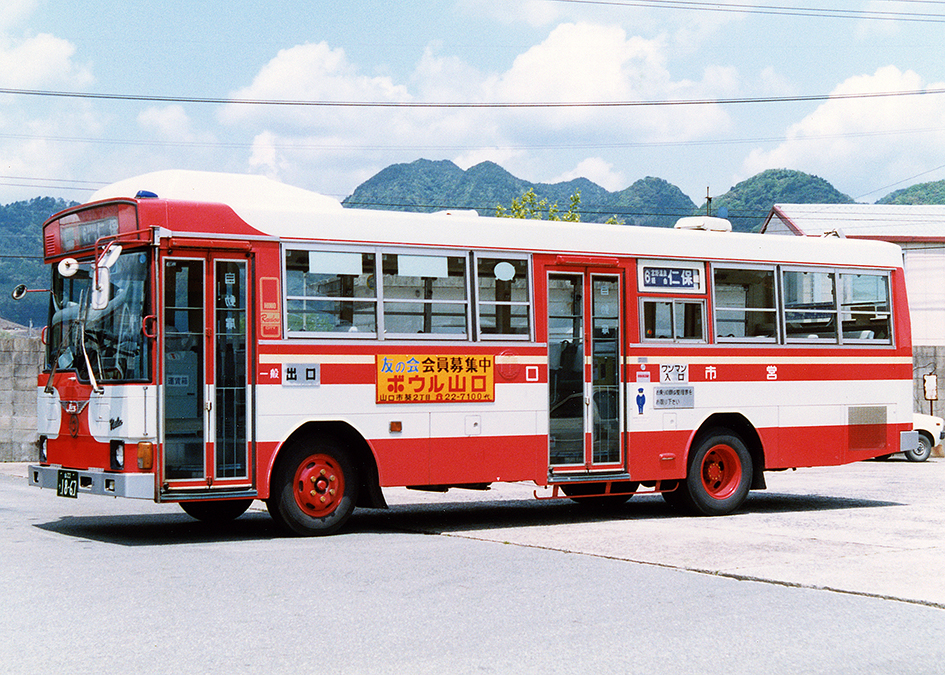
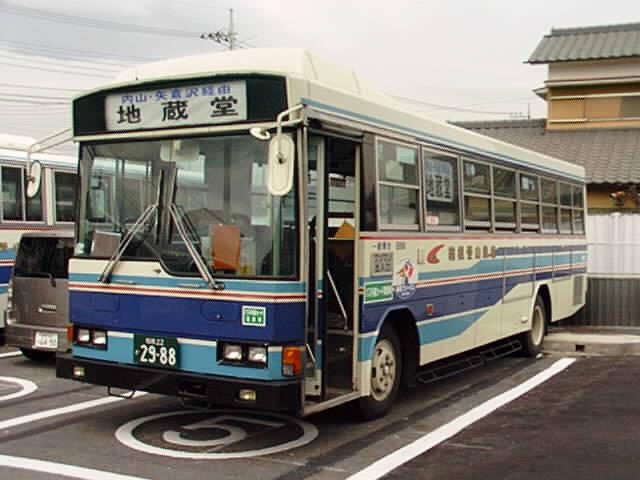
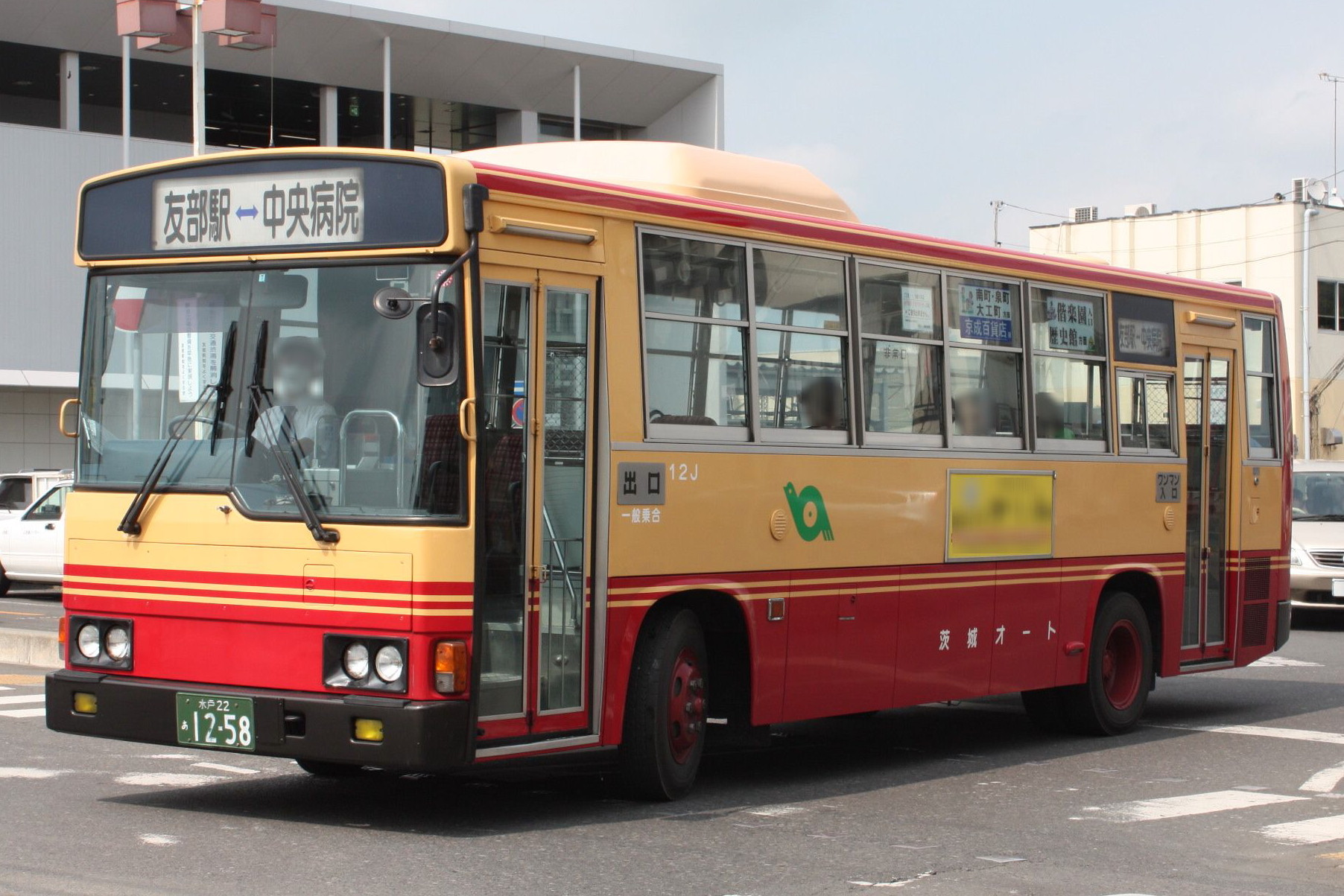

#### KC-RJ계/RR계
1995년에 출시된 모델로 1994년 배출가스 규제에 대응한 모델이다. 엔진은 J08C형이 탑재되었다. 또한 휠 모양이 변경되었고 엠블럼이 현재의 엠블럼으로 변경되었고 전조등이 개선되었다. 1997년 3월에 1계단 사양이 추가되었다. 이 시기부터 서일본 차체 공업에서 제작된 차체로 생산하기 시작했고 공회전 기능이 추가된 것이 특징이다.

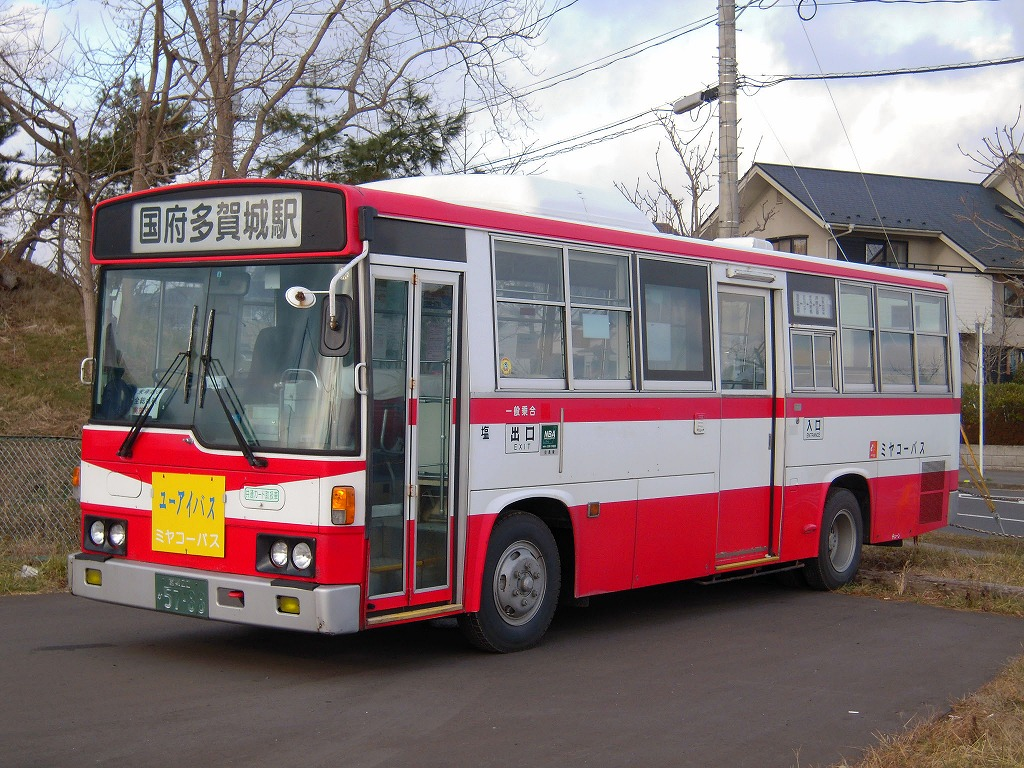
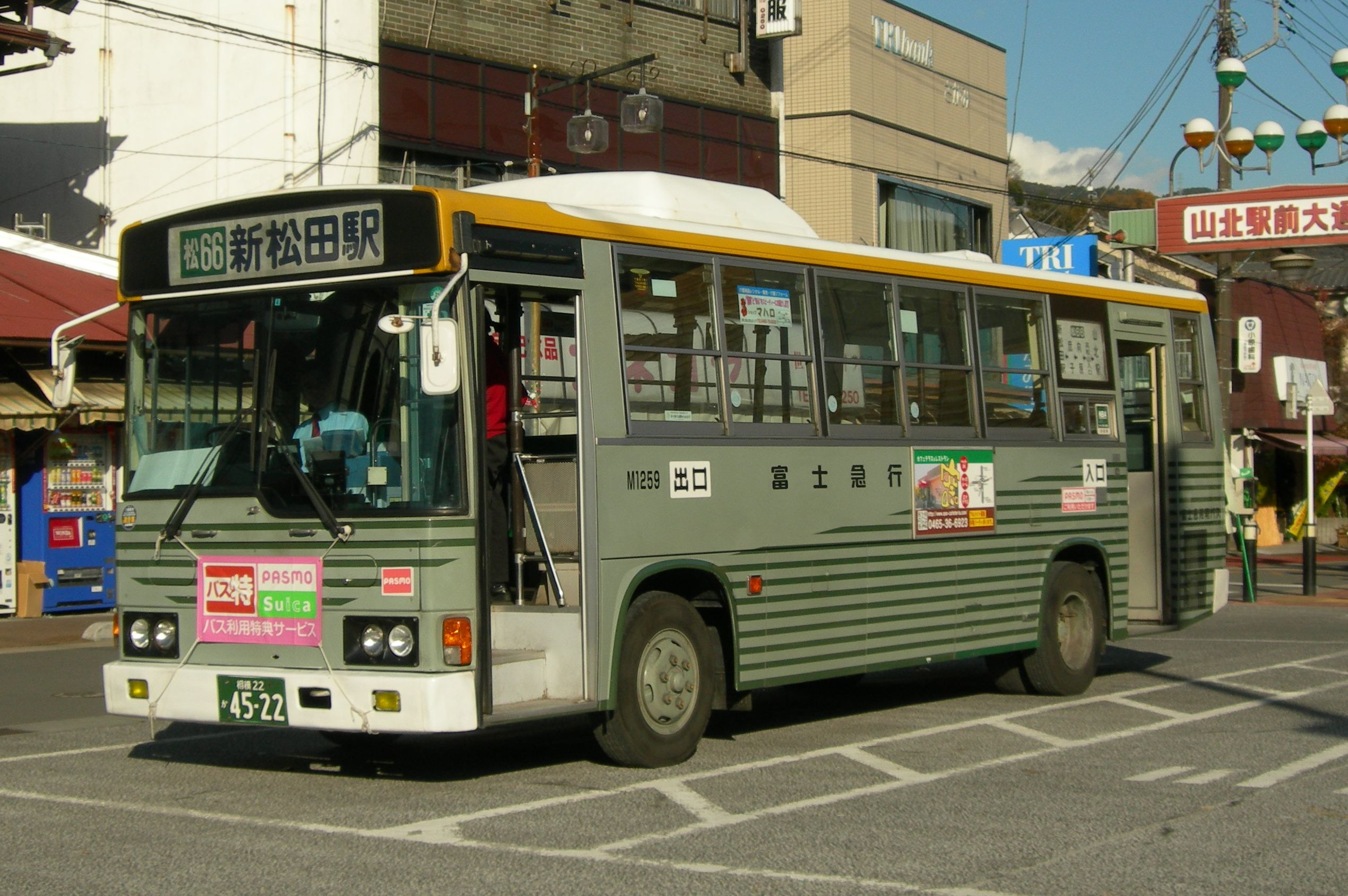
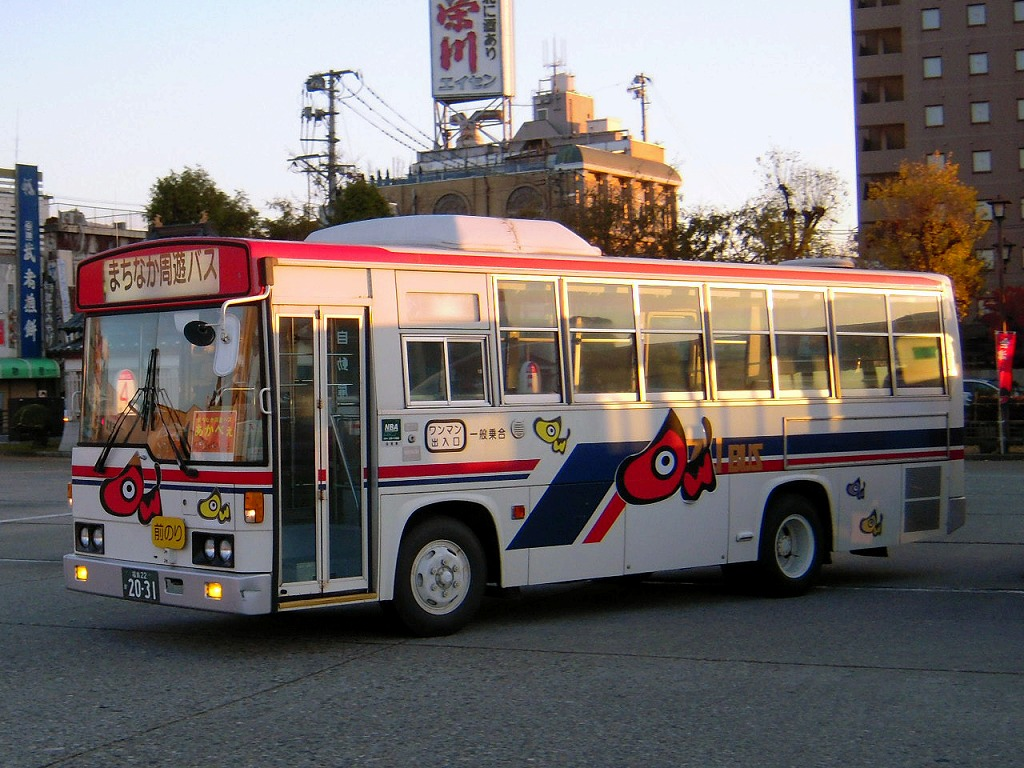
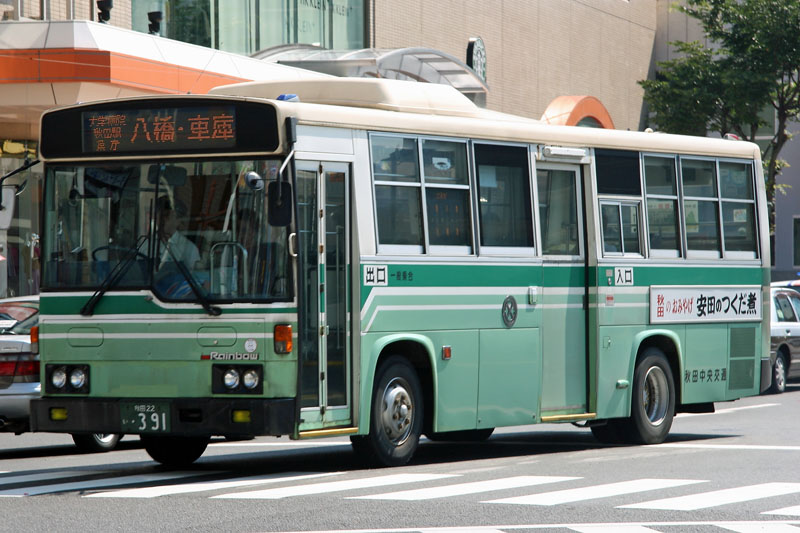

#### KK-RJ계/RR계
1999년에 출시된 모델로 1998년 배출가스 규제에 대응한 모델이다. 7m급 사양이 단종되었고 9m급 사양만 생산했다. 고상형 버스와 저상버스 3가지 라인업으로 구성되었고 이 중 RJ계의 경우 저상버스와 1계단 사양만 존재했다. 엔진은 J08C형이 탑재되었다. 휠파크식 주차 브레이크와 충격 흡수에 대응한 스티어링 휠이 장착되었다. 2000년에 개조 사양으로 1계단 사양에 에어 서스펜션 사양이 추가되었다. 2001년에 RR계 시내버스 사양이 단종되면서 KK-RJ계만 생산하게 되었다.
2003년 배출가스 규제 대응에 따라 마이너 체인지를 추진했으나 이스즈 자동차와 버스 사업부문이 통합되면서 2004년 8월에 단종되었다.

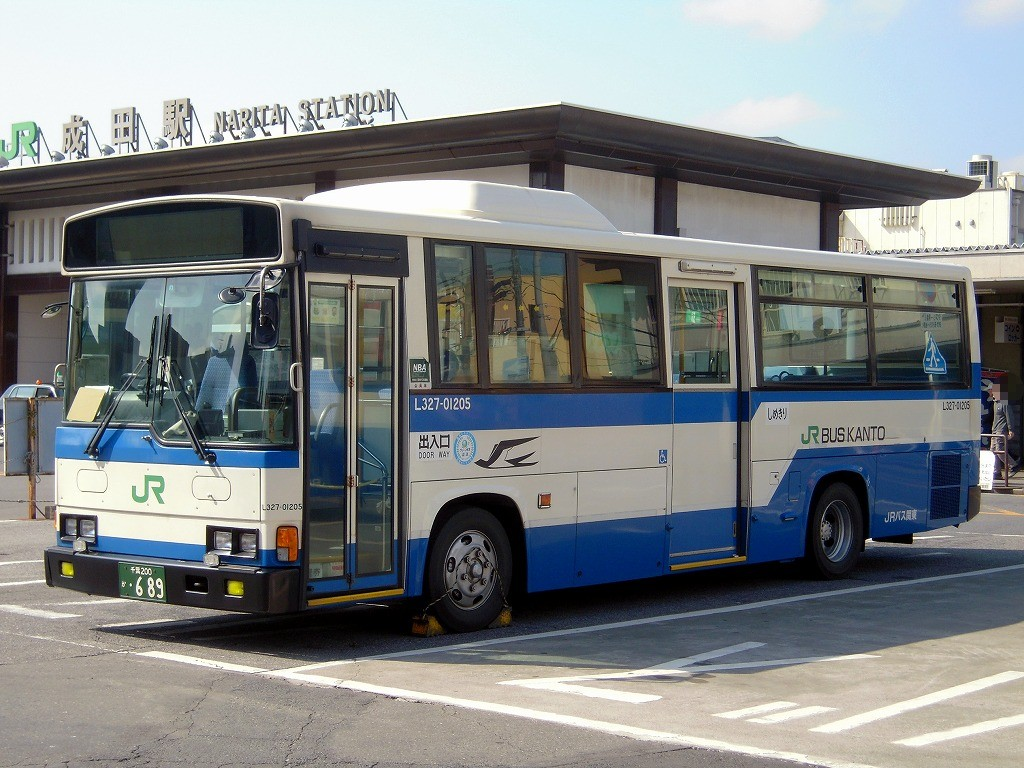
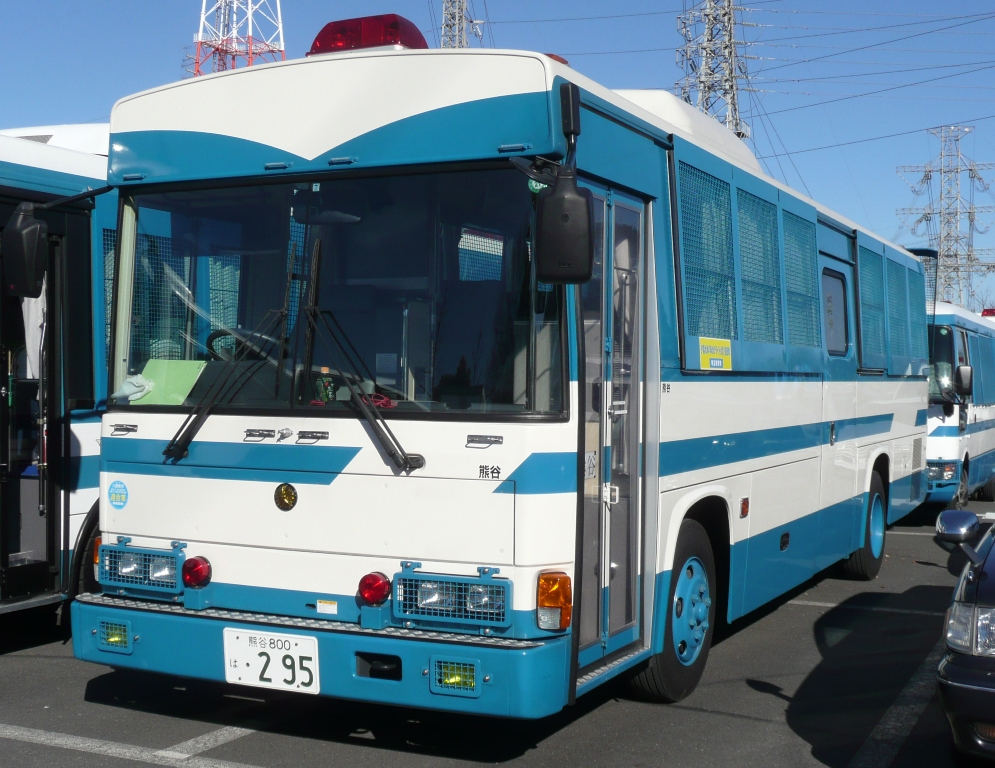

### 히노 레인보우 RJ계/RR계 (전세버스, 자가용 사양)
1980년에 최초로 출시되었고 엔진은 EH700형이 탑재되었다. 숏타입의 경우 RJ170A계와 롱타입의 경우 RJ172A계 사양이 있다. 차체의 경우 스켈레톤 RS 모델의 숏타입 모델이다. 1982년에 에어 서스펜션 사양인 RR계가 출시되면서 전세버스 모델이 되었고 기존 RJ계 모델의 경우 자가용 사양으로 변경되었다. 1983년 배출가스 규제 대응에 따라 1984년에 마이너 체인지로 엔진은 W07형, 전세버스 사양인 H06C-T형이 탑재되었다. 형식은 터보 사양인 P-RR192계, 일반 엔진의 경우 P-RJ/RR170/2B계이다.
1988년 풀모델 체인지로 차체가 변경되었다. 그와 동시에 전조등이 변경되었고 차량 엠블럼이 변경되었다. 엔진은 H07C형, H06C-T형이 탑재되었다. 1990년에 배출가스 규제 대응에 따라 마이너 체인지로 엔진은 H07D형, H07C-T형으로 변경되었고 형식도 U-RJ/RR 3H/2HG/JAA계이다. 1995년 배출가스 규제 대응에 따라 마이너 체인지로 엔진은 J-II형과 인터쿨러 터보 사양인 JT-I형이 탑재되었다. RR계 모델의 경우 숏타입이고, RJ계의 경우 롱타입이다. 1999년에 배출가스 규제 대응에 따라 히노 멜프라 9 모델로 풀모델 체인지가 되었다.

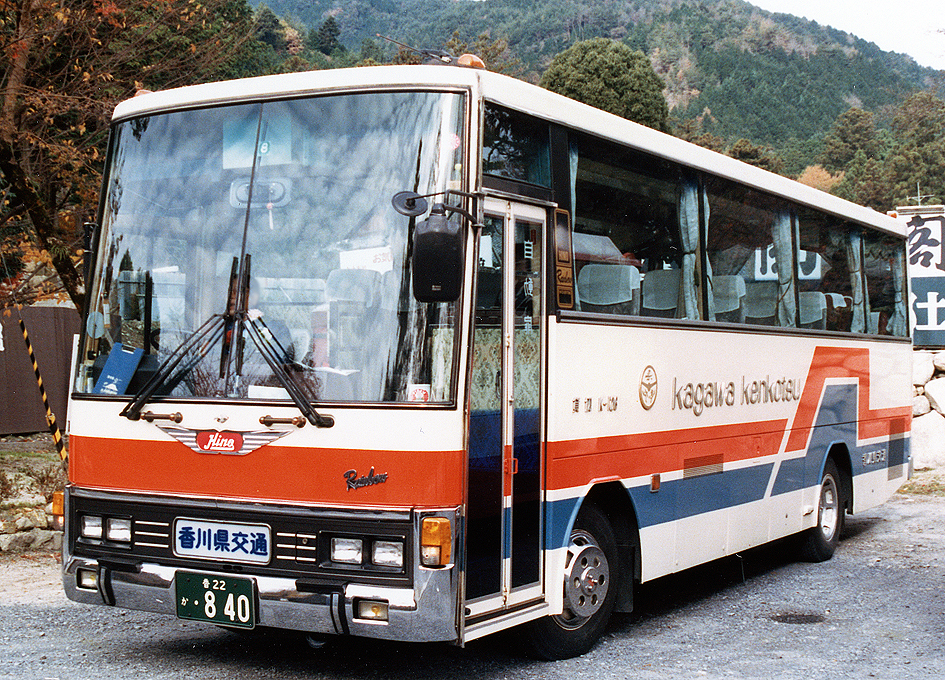
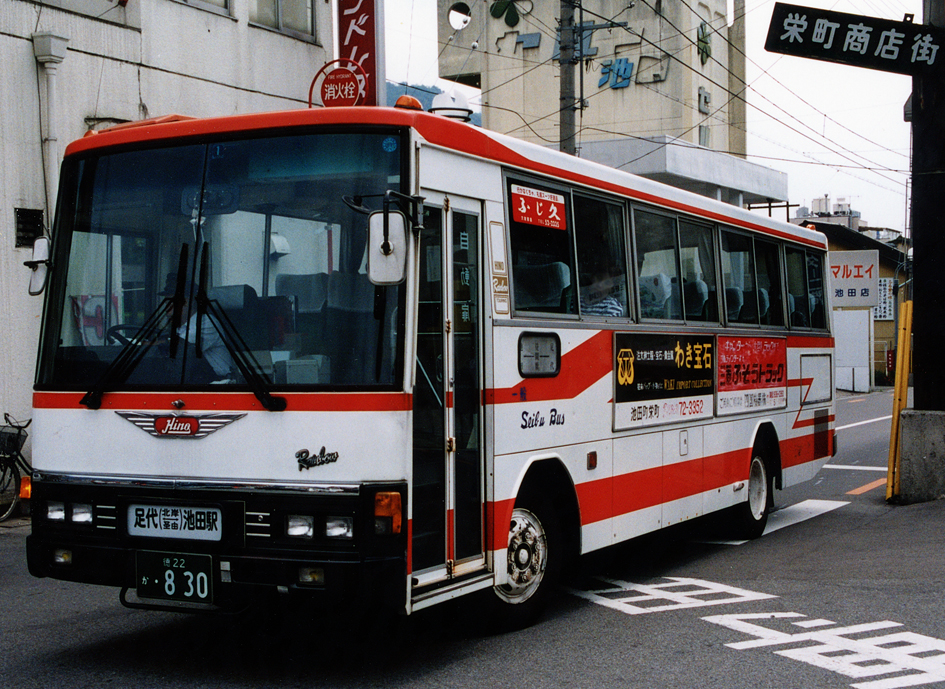
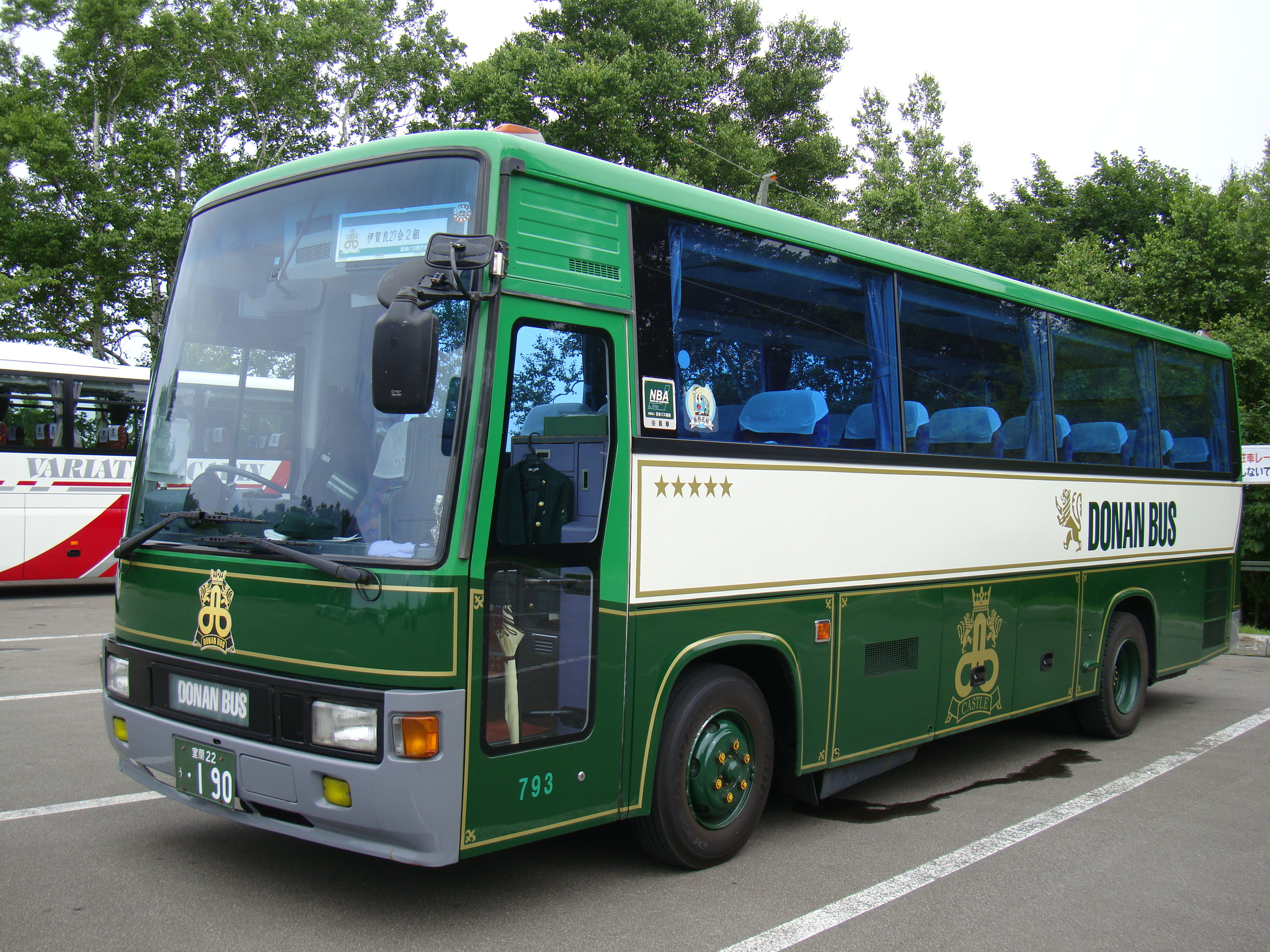
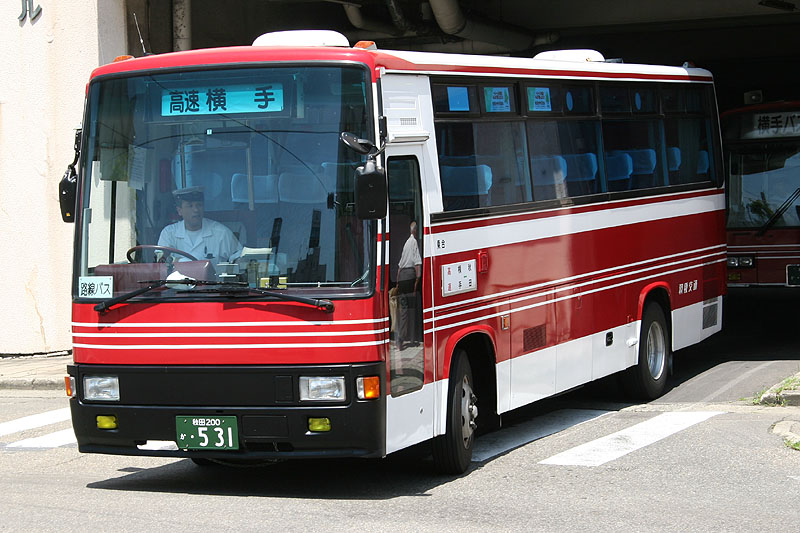

### 히노 레인보우 AM계/AC계
1976년에 프론트 엔진 사양인 BM32계의 후속으로 AM100계 모델이 출시되었다. 차체 골격 구조를 처음으로 도입되었고 프론트 엔진 사양에 중형 버스 수준의 넓은 모델이 특징이다. 또한 자가용 및 시내버스 사양 외에도 전세버스에 출시되었다. 엔진은 EC100형이 탑재되었고 히노 레인저 모델과 비슷한 일체형 프론트 마스크가 특징이다. 1980년에 엔진이 EH100형으로 변경과 동시에 형식도 K-AM101계로 변경되었다. 이 차량은 1979년 배출가스 규제 대응한 차량이다. 1983년에 마이너 체인지로 AC140계로 변경되었고 엔진은 W06C형이 탑재되었다. 형식은 P-AC140AA이다. 자가용 및 전세버스 및 시내버스 사양에 2 도어 사양이 판매되었다. 1988년에 히노 레인보우 7W계의 출시로 단종되었다.

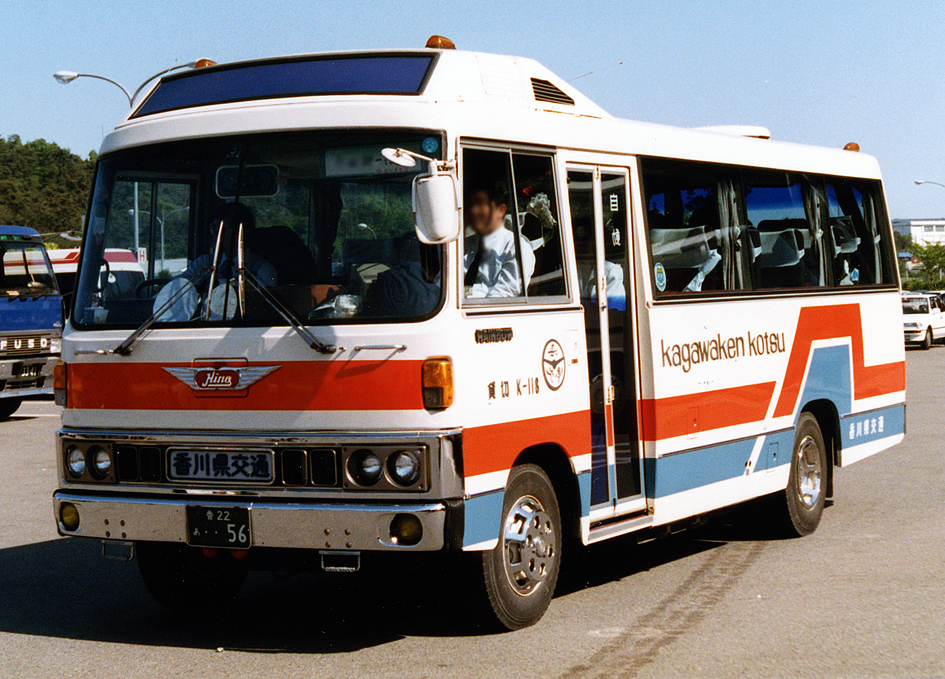
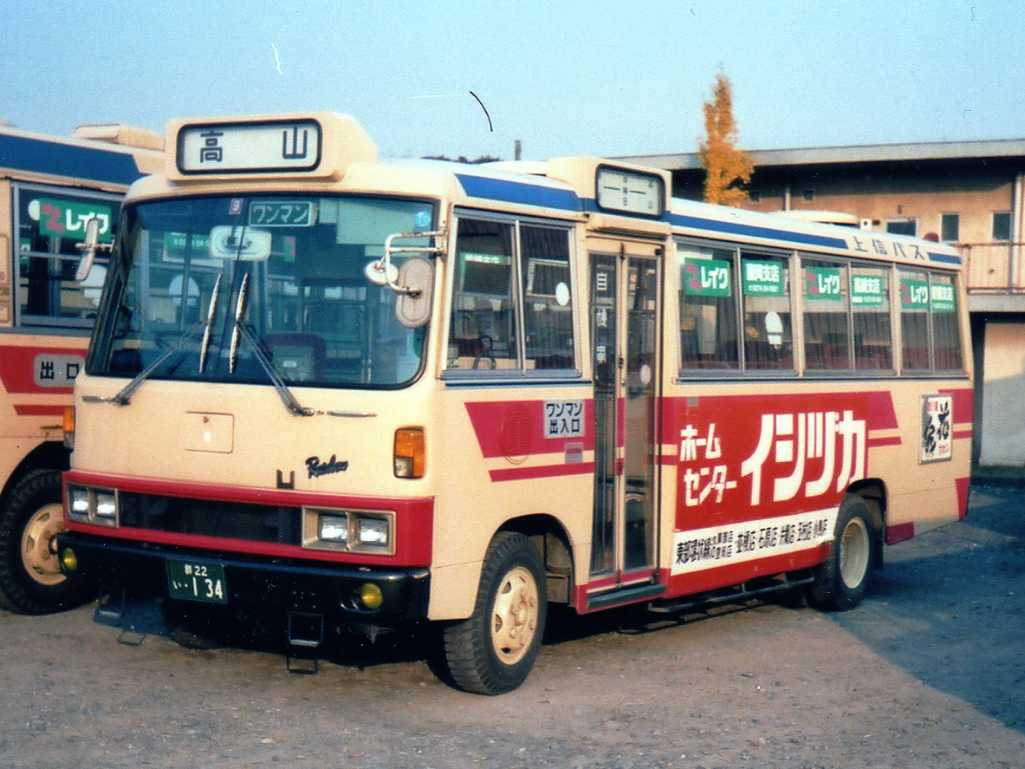

### 히노 레인보우 RB계/AB계

#### P-RB145/AB115
1985년 2월에 출시되었다. RB계의 경우 리어 엔진을 탑재한 것이 특징이다. 엔진은 P-AB115AA형과 P-RB115AA형이 W04D형을 탑재했고 P-RB145AA형의 경우 W04CT형을 탑재했다.

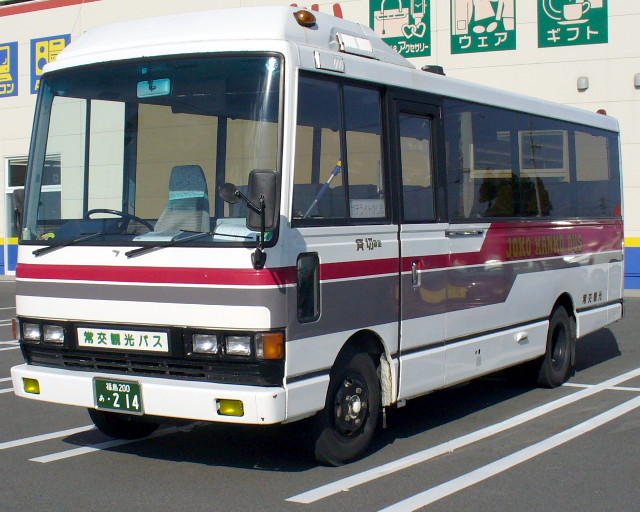

#### U-RB1W/AB2W
1990년 2월에 출시되었다. RB계의 엔진은 U-RB1WGAA형이 W04C-T형을 탑재했고 U-RB2WGAA형의 경우 W04D형이 탑재되었다. 또한 AB계의 엔진은 U-AB2WGAA형이 W04D형을 탑재했다. 1992년에 풀모델 체인지로 RB계는 전장이 축소되고 앞문 사양이 추가되었다. 엔진은 앞문 사양인 U-RB1WEAA형의 경우 W04C-TI형, W04C-T형이 탑재되었다. 중간문 사양의 경우 W04D형을 탑재되었다. 1993년에 인터쿨러 터보 사양이 추가되었다. 앞문 차량 사양의 경우 파워 스티어링도 기본으로 장착되었다. 1995년에 풀모델 체인지로 RB계는 RX계로 모델이 변경되었고 히노 리에세란 명칭으로 바뀌게 되었다. 그와 동시에 AB계는 단종했으나, 1996년 토요타 자동차의 OEM 공급으로 인해 히노 리에세 II 모델이 출시와 동시에 단종되었다.

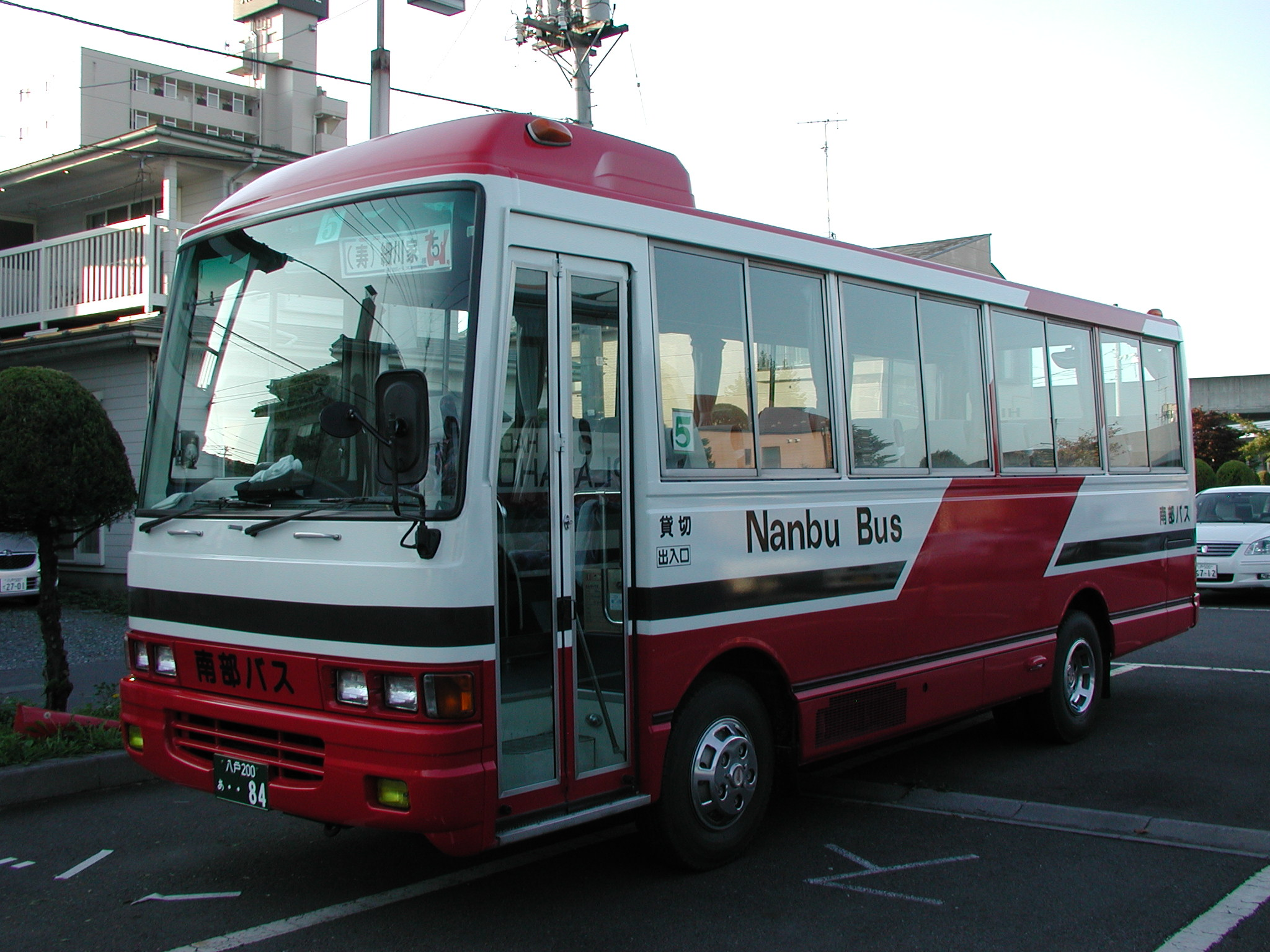
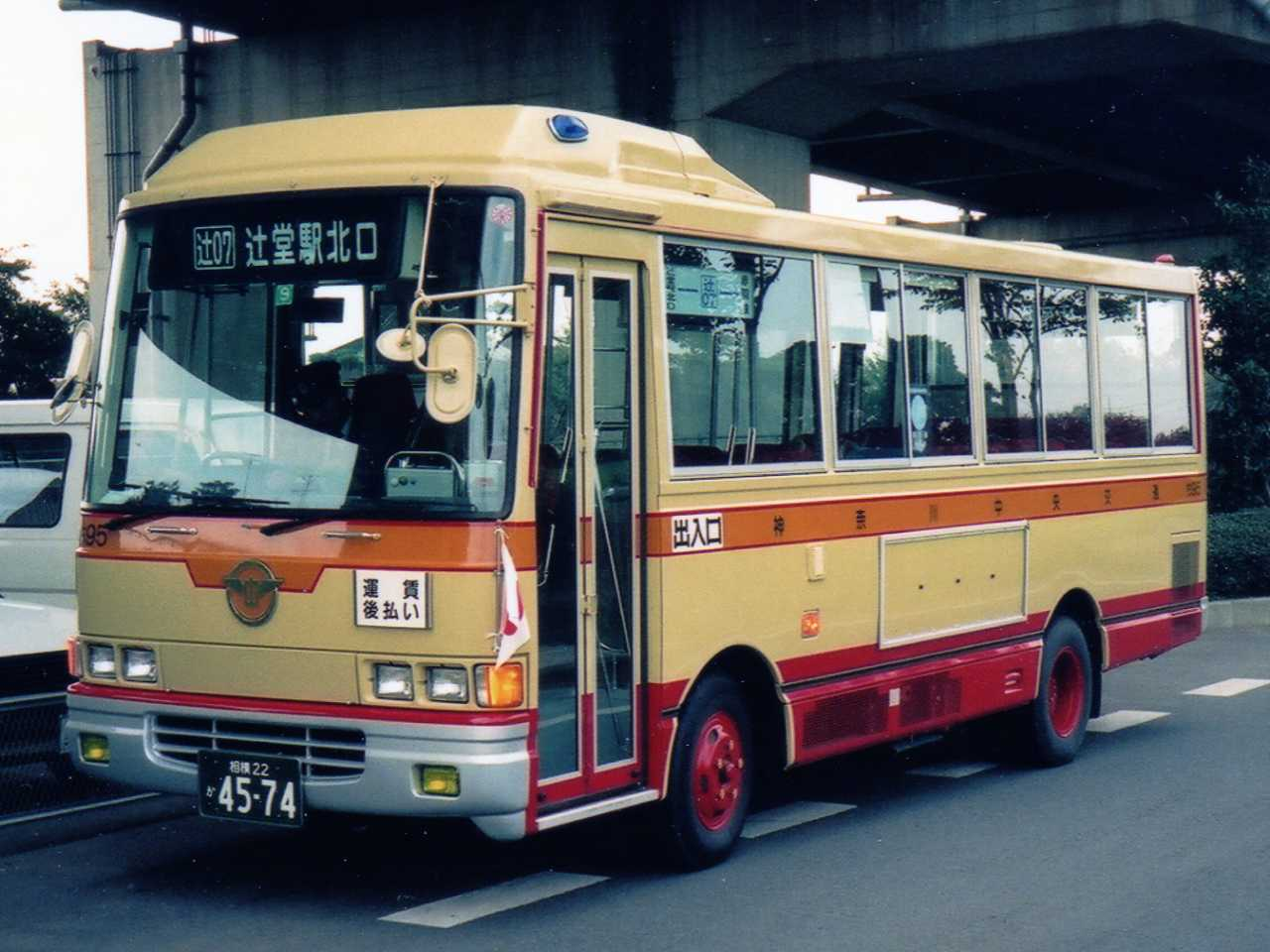

### 히노 레인보우 7M(CH계)/7W(RH계) (1987년부터1995년까지)
1987년에 7m급 사양으로 기존 AC계의 후속으로 출시되었다. 형식은 P-CH160AA, P-RH160AA이다. 7W계는 RB계의 확장형 모델로 차체는 특장차를 기반으로 설계된 것이 특징이다. 엔진은 W06E형이 탑재되었다. 1990년 1월에 배출가스 규제 대응에 따라 마이너 체인지를 하면서 7M계의 엔진은 H07D형으로 탑재되었고 엔진 출력이 향상되었고 뒷좌석에 트렁크가 설치와 동시에 개량되었다. 형식은 U-CH3HFAA, U-RH1WFAA이다. 엔진은 W04C-TI형이 탑재되었다. 1991년에 7W계 모델이 전장 단축과 동시에 중문에서 앞문으로 변경되었고 전세버스 사양과 2도어 사양도 추가되었다.형식은 U-RH1WFBA이다.
1995년에 배출가스 규제 대응에 따라 마이너 체인지로 7M계 엔진이 J08C형으로 변경되었다. 형식은 KC-CH1JFAA로 7W계의 경우 엔진은 J05C-TI형이 탑재되었고 3단 AT가 옵션으로 추가되었고 형식은 KC-RH4JEAA이다. 1998년 7월에 풀모델 체인지로 히노 멜프라 7 모델로 변경되었다. 그와 동시에 7M계가 멜프라 7CH계로 변경되었고, 7W계에서 멜프라 7RH계로 변경되었고 2004년까지 생산되었다.

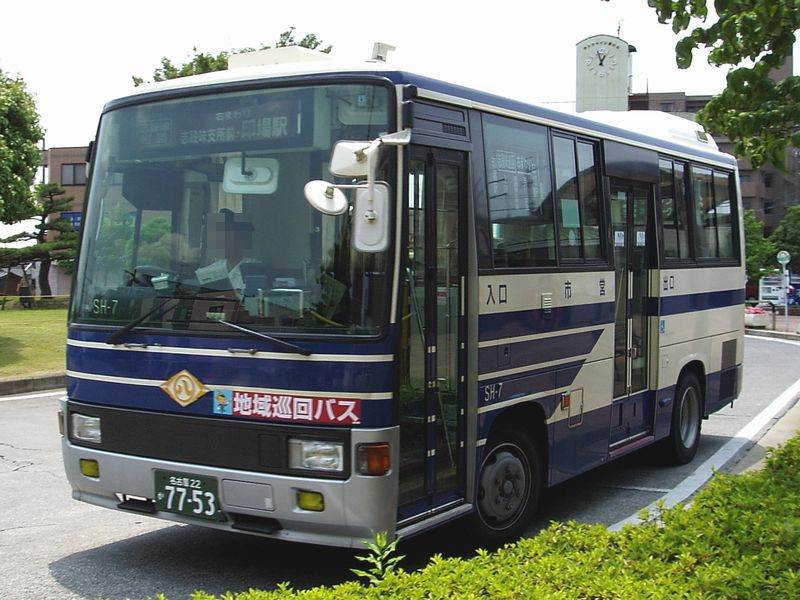
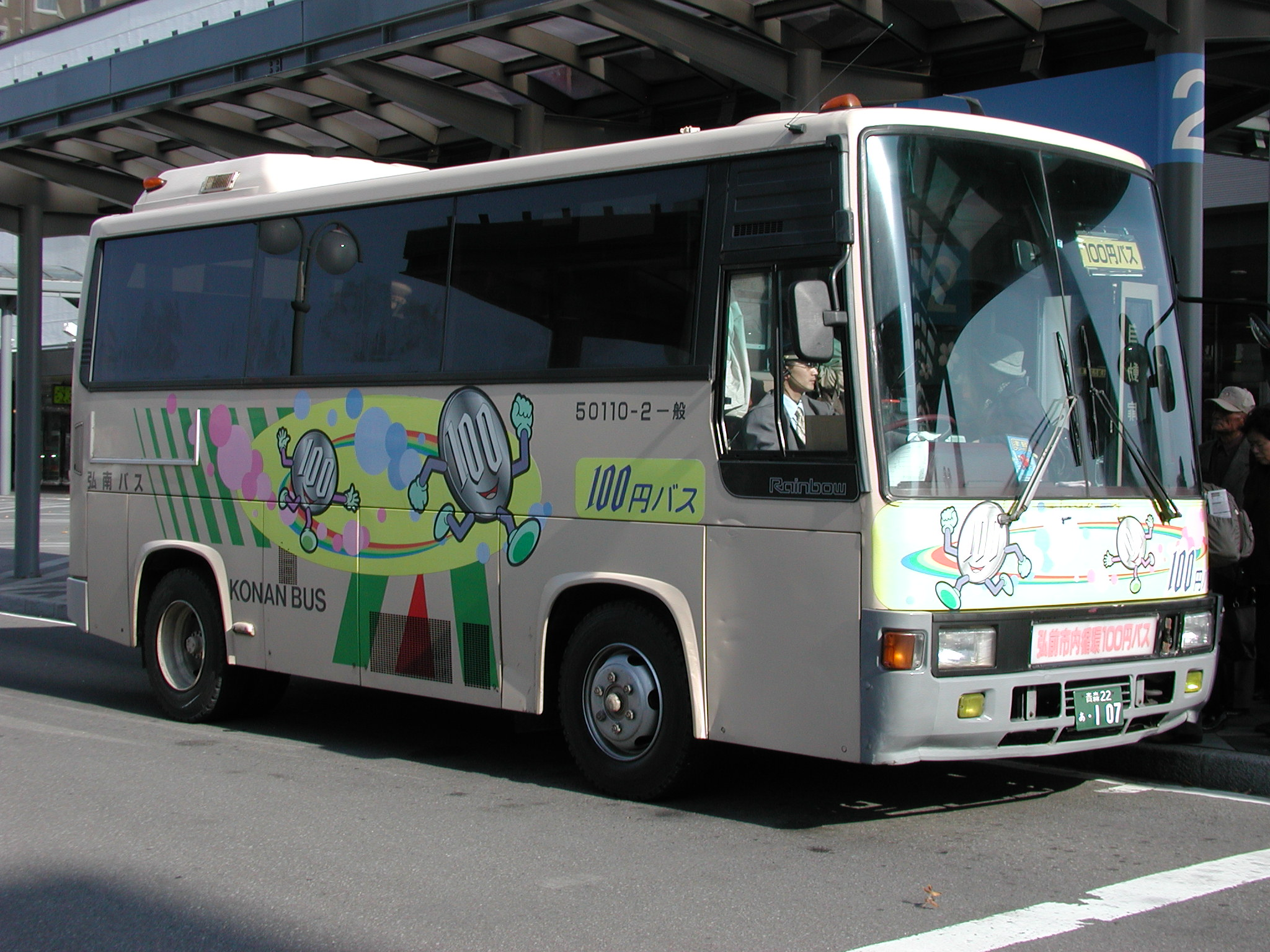
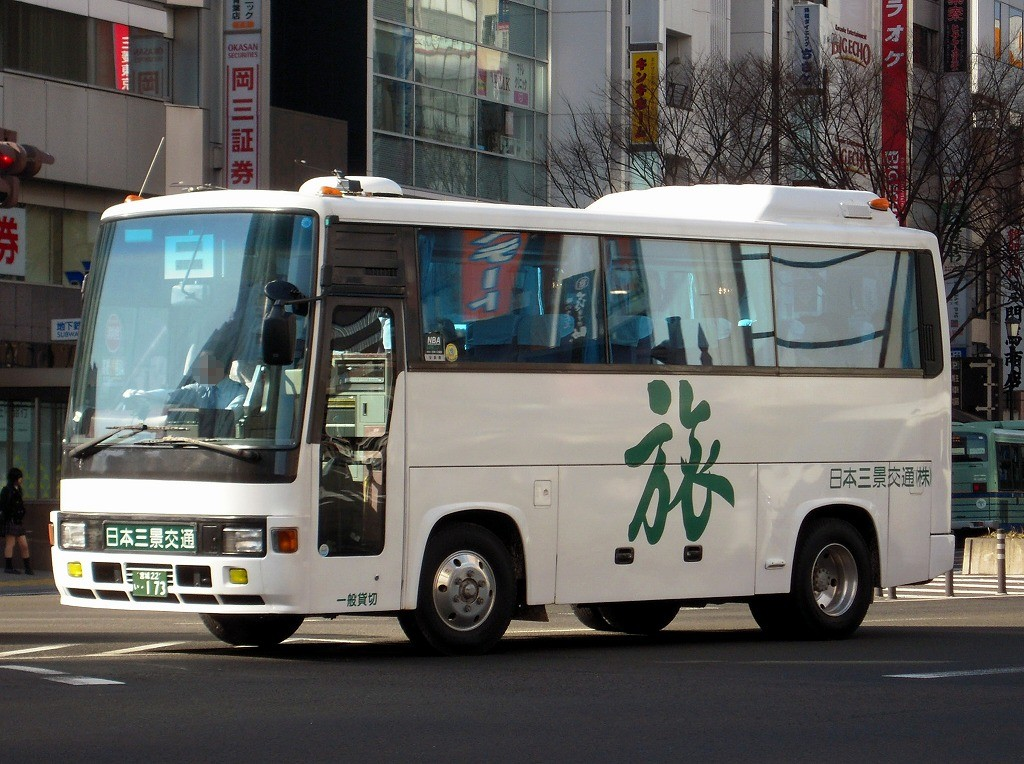
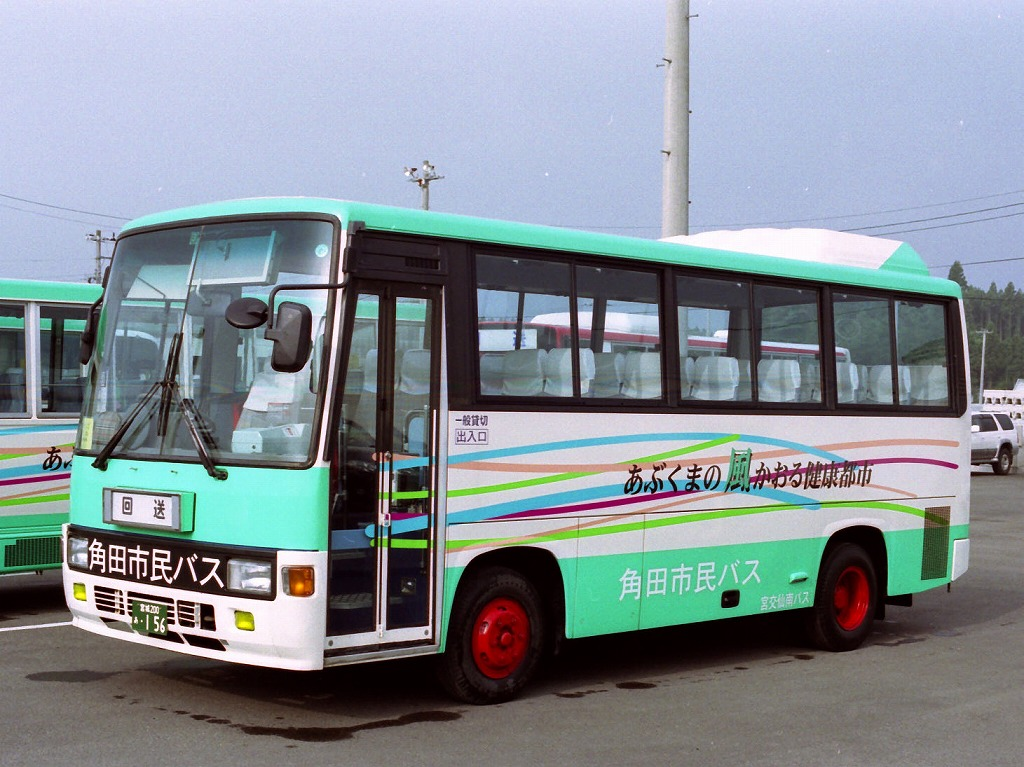

### 히노 레인보우 HR계, 이스즈 엘가 J (1999년부터2010년까지)

#### KK계, KL-HR계
1999년에 저상버스 사양으로 출시되었다. 출시 당시 7m급, 9m급 사양이 출시했고 형식은 KK-HR1J이다. 2000년 7월에 10.5m급 사양으로 처음으로 출시되었고 형식은 KL-HR1J이다. 엔진은 J08C형이 탑재되었고 5단 MT가 채택되었다. 차체는 히노 레인보우 RJ계와 동일한 차체를 사용하고 있으나, RJ계와 차이점이 있다. 저상버스 모델화로 인한 창문 위치가 변경되었고 비상구 위치가 변경되었다는 점이다. 2003년부터 이스즈 자동차에 OEM 공급을 하면서 이스즈 엘가 J 모델이 출시되었다.

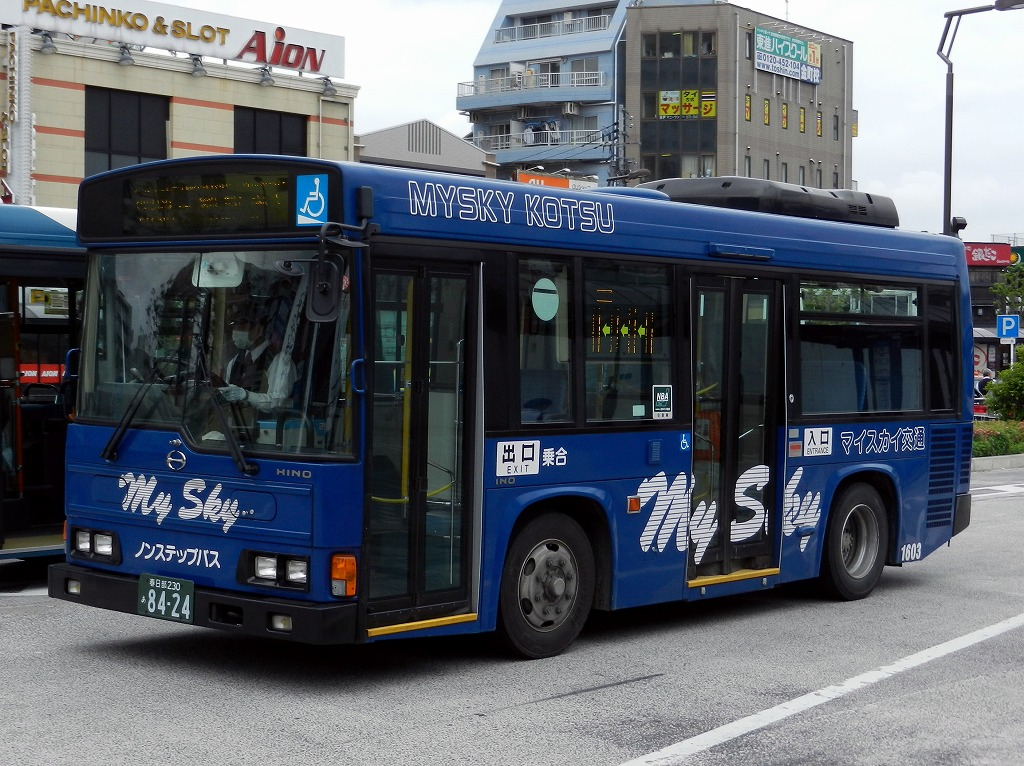
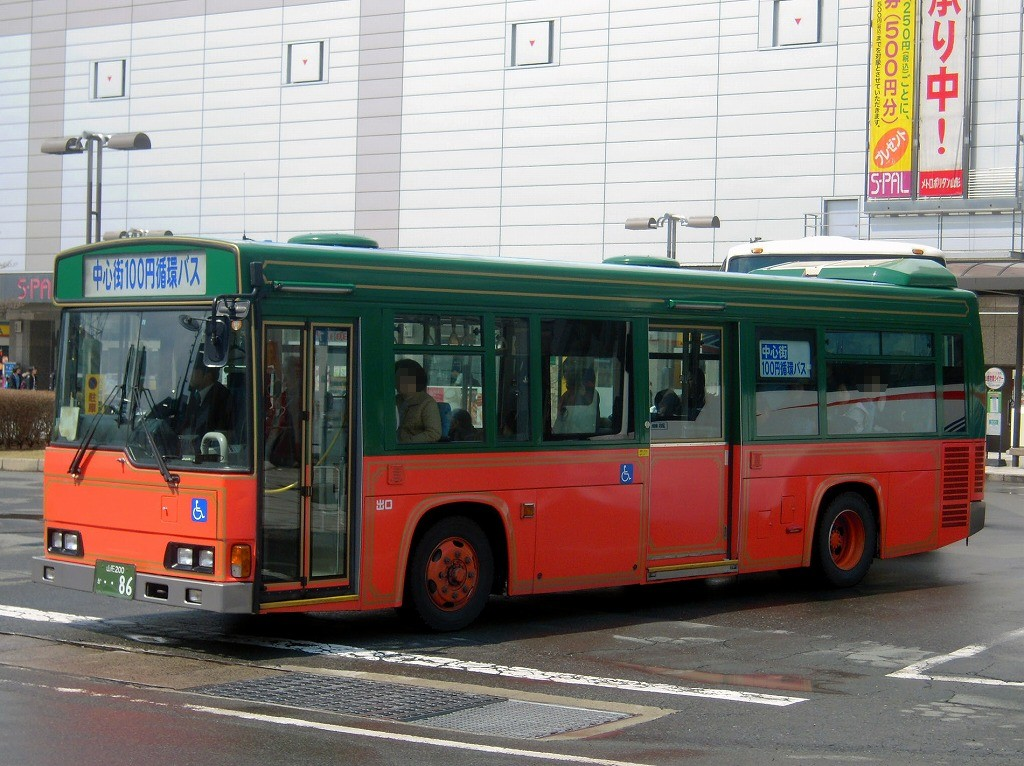
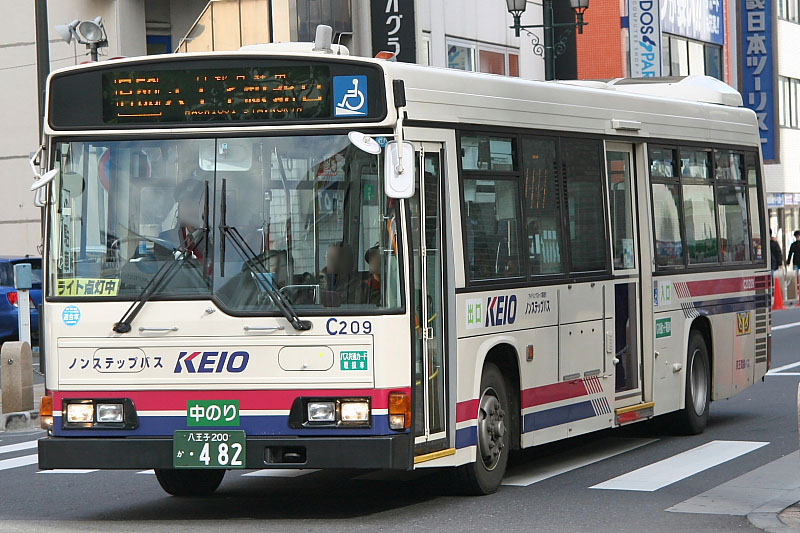
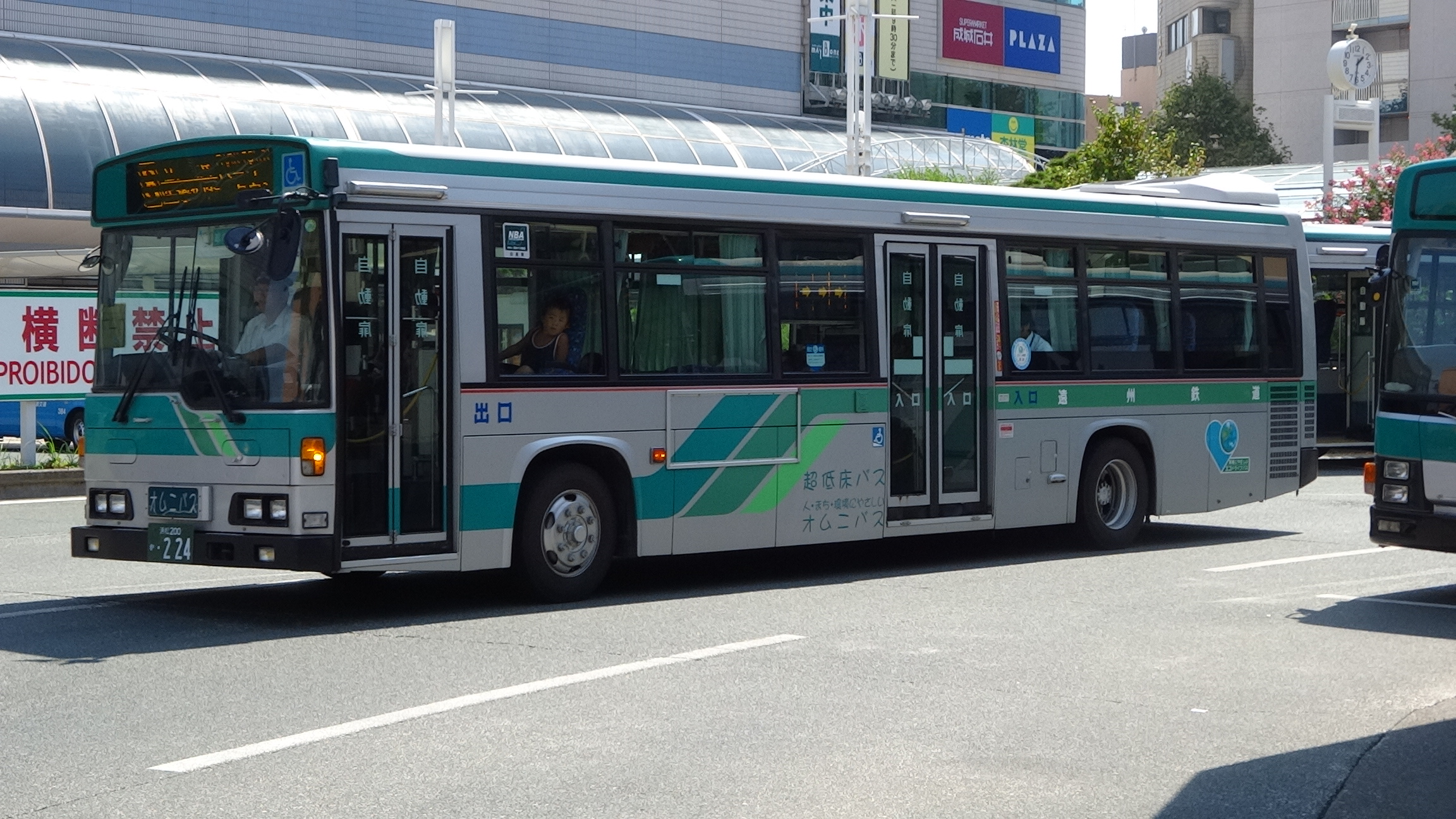

라인업
|                    | 7m         | 9m         | 10.5m      |
| ------------------ | ---------- | ---------- | ---------- |
| 히노 레인보우 HR계 | KK-HR1JEEE | KK-HR1JKEE | KL-HR1JNEE |
| 이스즈 엘가        |            |            | KL-HR1JNEC |

#### PB계, PK-HR계
2004년에 마이너 체인지로 출시한 모델로 배출가스 규제 대응한 모델이다. 형식은 9m급 사양이 PB-HR7J이고 10.5m급 사양의 경우 PK-HR7J이다. 기존 모델과 달리 좌석 면적이 확대되었고 9m급 사양의 경우 뒷좌석이 4열로 늘었으나 7m급 사양의 경우 배출가스 규제 대응을 하지 않고 단종되었다. 엔진은 J07E-TC형, J07E-TB형이 탑재되었다. 이스즈 자동차에 OEM 공급을 하면서 HR계에 이어 두 번째로 OEM 공급한 모델이다.

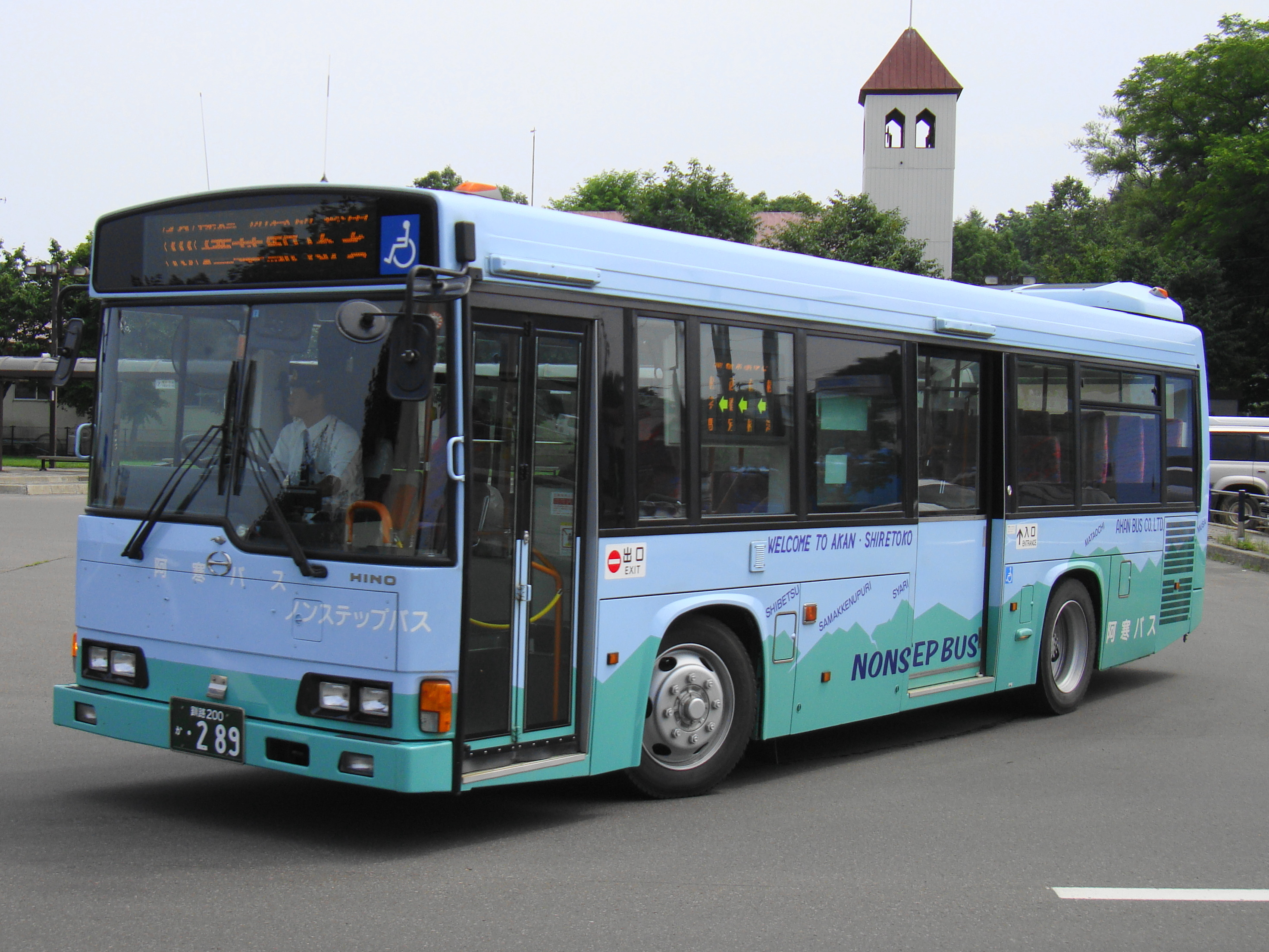
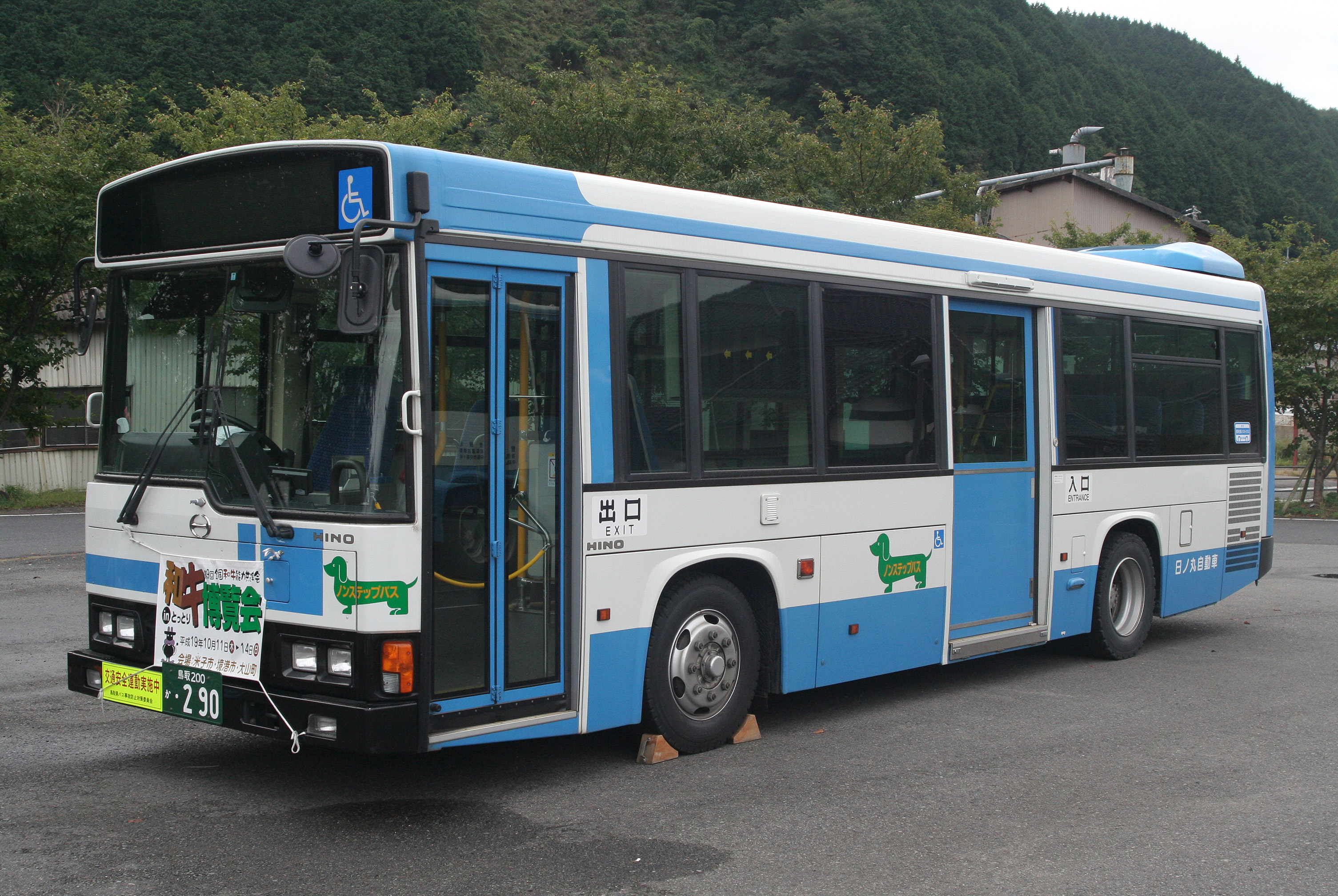
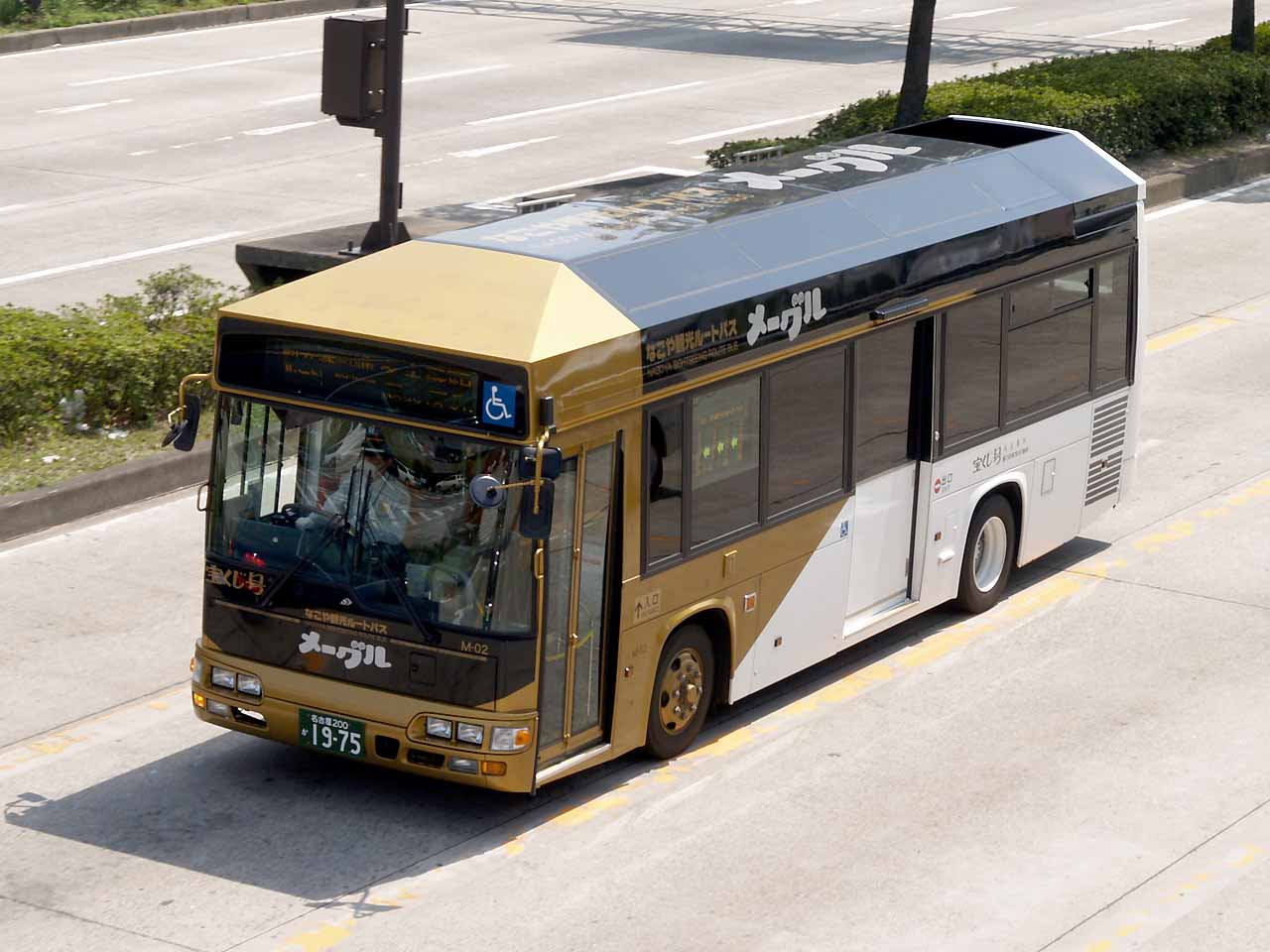
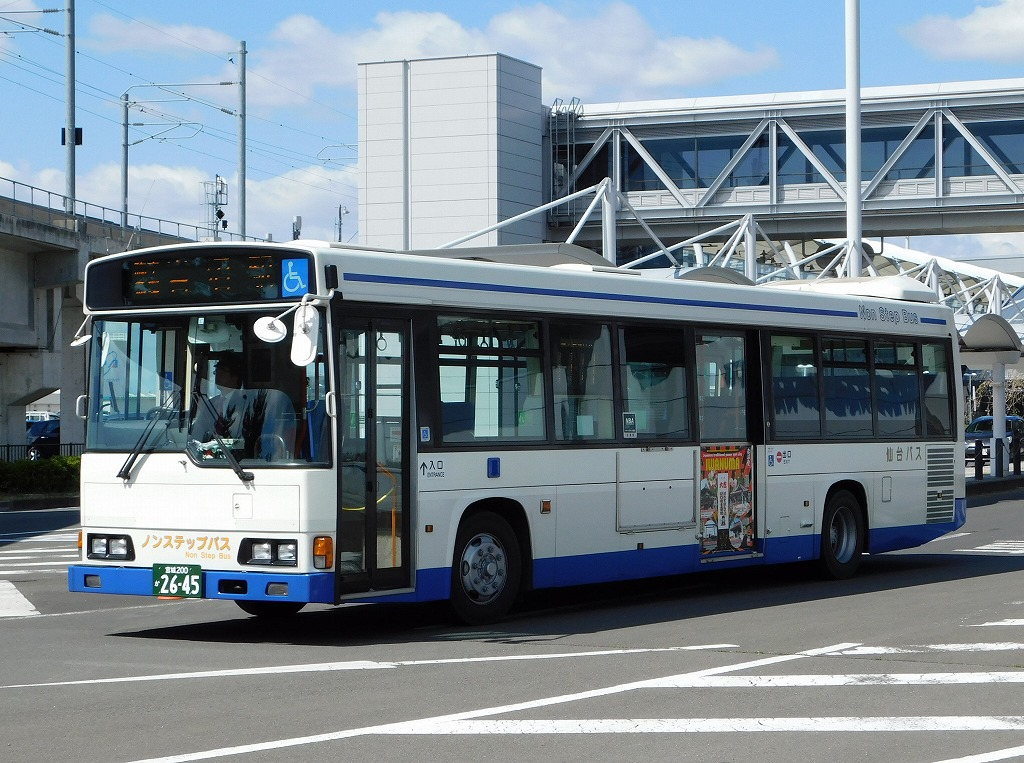

라인업
|                    | 9m         | 10.5m      |
| ------------------ | ---------- | ---------- |
| 히노 레인보우 HR계 | PB-HR7JHAE | PK-HR7JPAE |
| 이스즈 엘가        |            | PK-HR7JPAC |

#### BDG-HR7JPBE
2007년 6월에 출시한 모델로 2005년 배출가스 규제 대응한 모델이다. 엔진은 J07E-TG형이 탑재되었다. 9m급 사양이 단종되었고 변속기의 경우 수동변속기만 탑재되었다. 이스즈 자동차에 OEM 공급을 하지 않는 모델로 2010년 9월에 단종되었다.

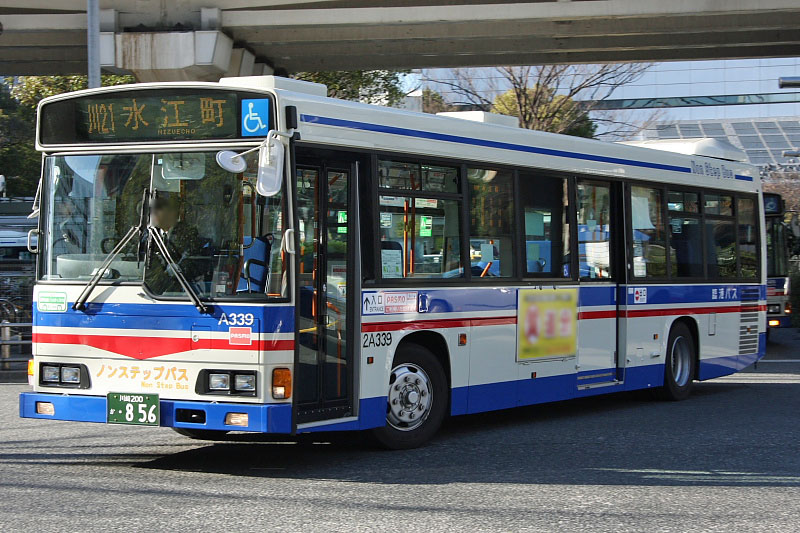
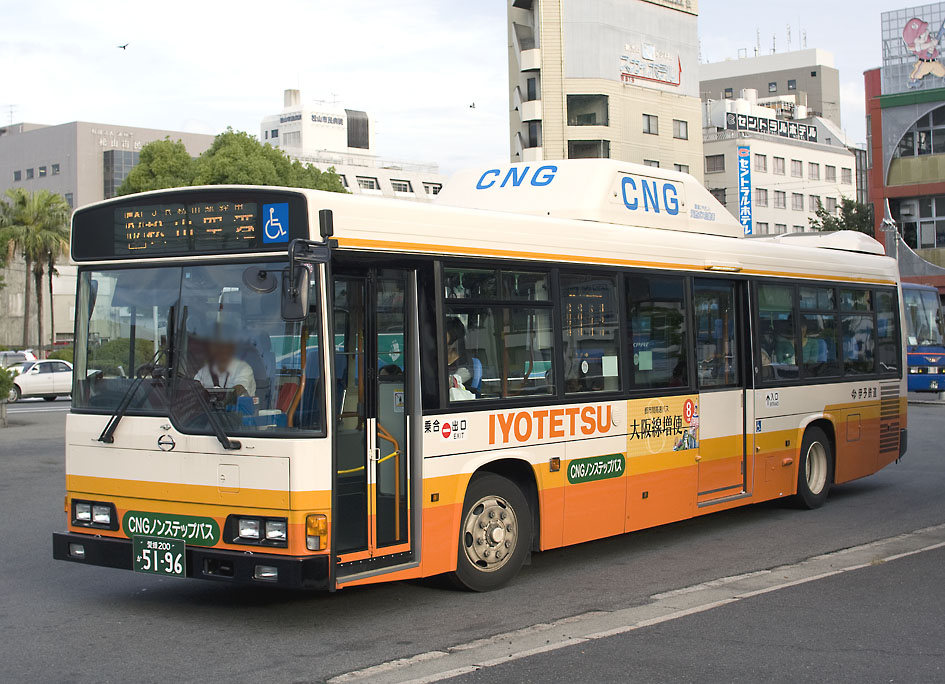

### 히노 레인보우 II (2004년부터2016년까지)

#### PA-KR234J1
2004년 8월에 출시한 모델로 이스즈 자동차에 최초로 OEM 공급을 체결하면서 히노 레인보우 II 모델로 판매하기 시작했다. 기존 모델과 달리 에어 서스펜션을 탑재했고 엔진은 이스즈 자동차에서 생산된 6HK1-TCN형이 탑재되었다. 또한 6단 수동변속기가 유일한 옵션이다. 또한 천연가스 사양도 별도로 존재 했으며 엔진은 6HA1형이 탑재되었다. 디젤 사양과 달리 5단 수동변속기가 유일한 옵션이다.

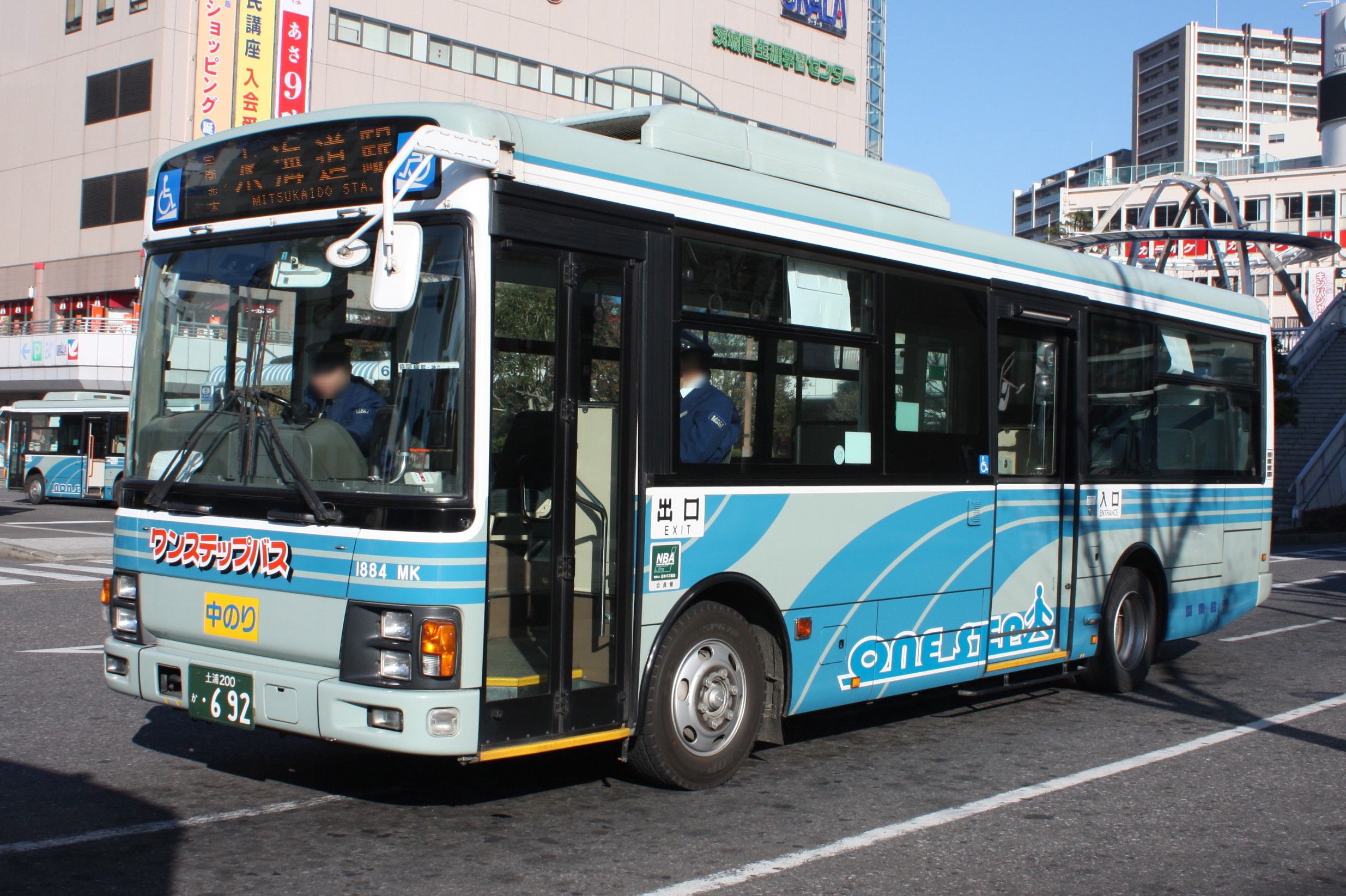
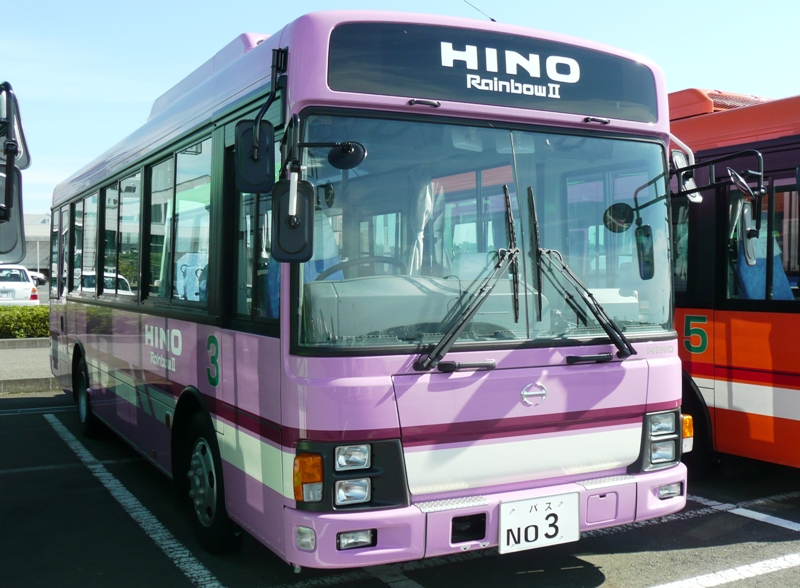

#### PDG-KR234J2
2007년 8월에 출시한 모델로 2005년 배출가스 규제에 대응한 모델이다. OEM 공급에서 통합 차종으로 변경되었다. 에어 서스펜션을 탑재했고 최초로 디젤 사양의 저상버스가 발매된 모델로 변속기는 5단 수동변속기가 탑재되었다. 기존 히노 레인보우 HR계 9m급 저상버스 모델을 단종을 결정하면서 추후 생산된 모델이 9m급 후속이 된다.

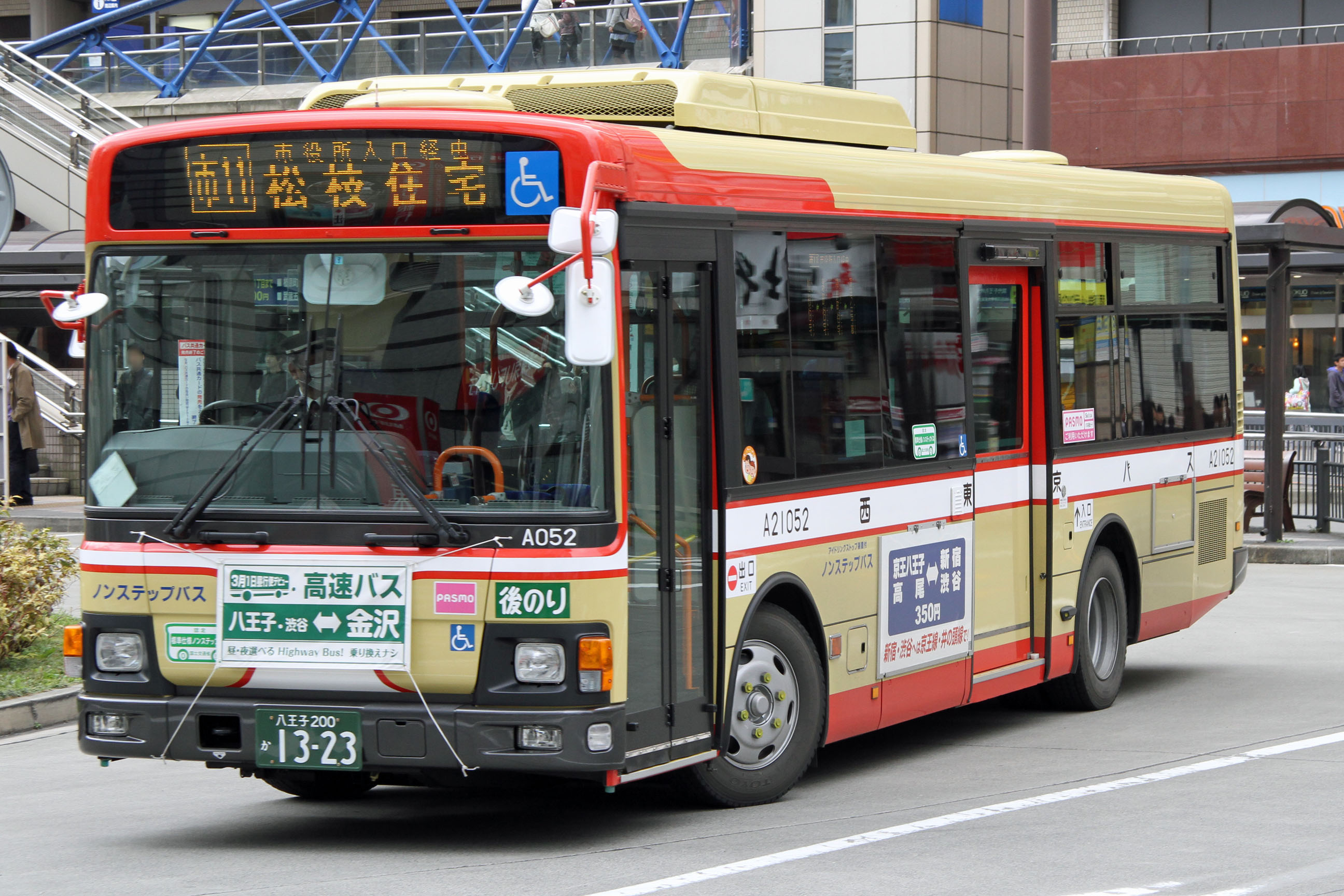
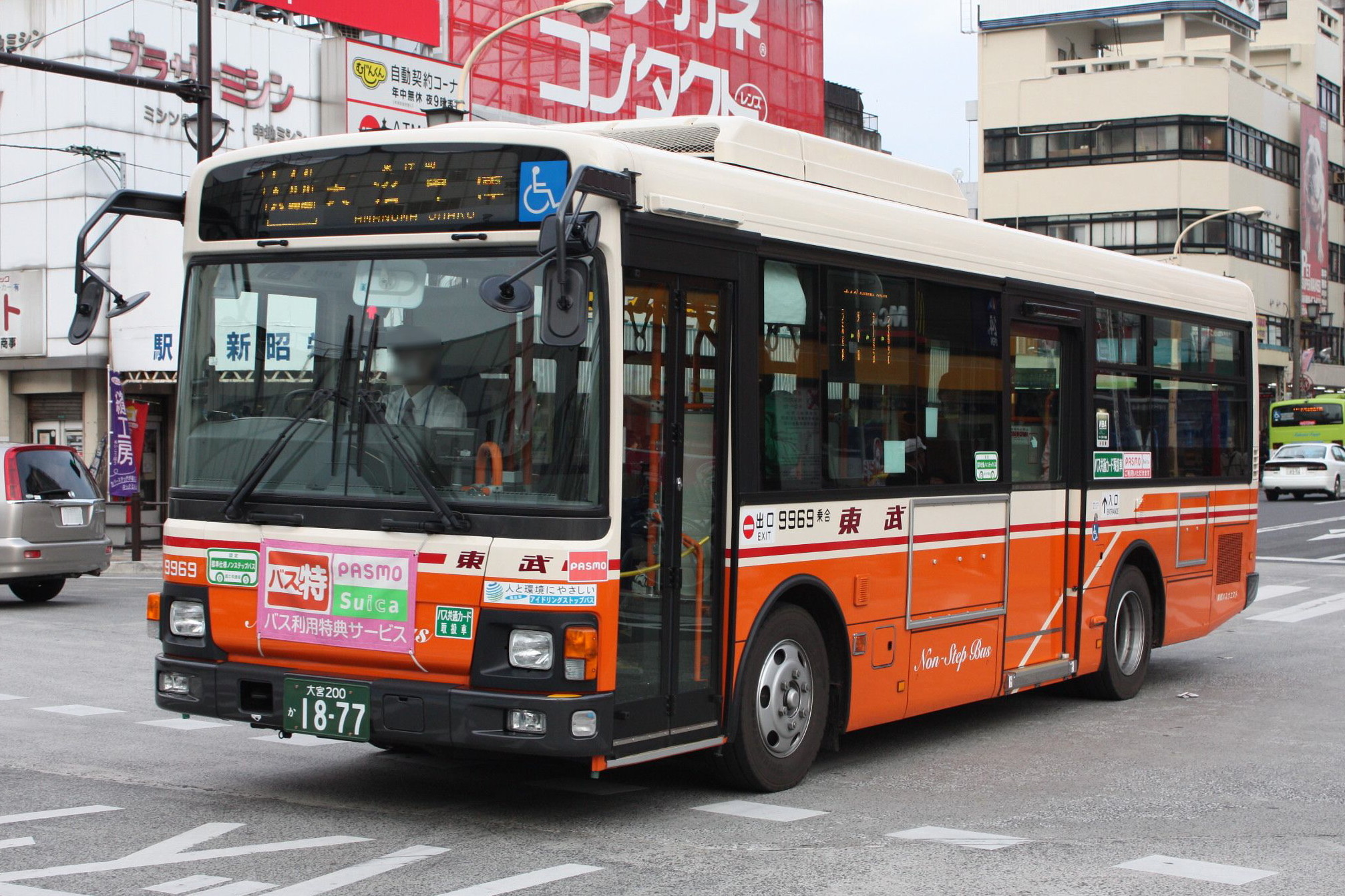
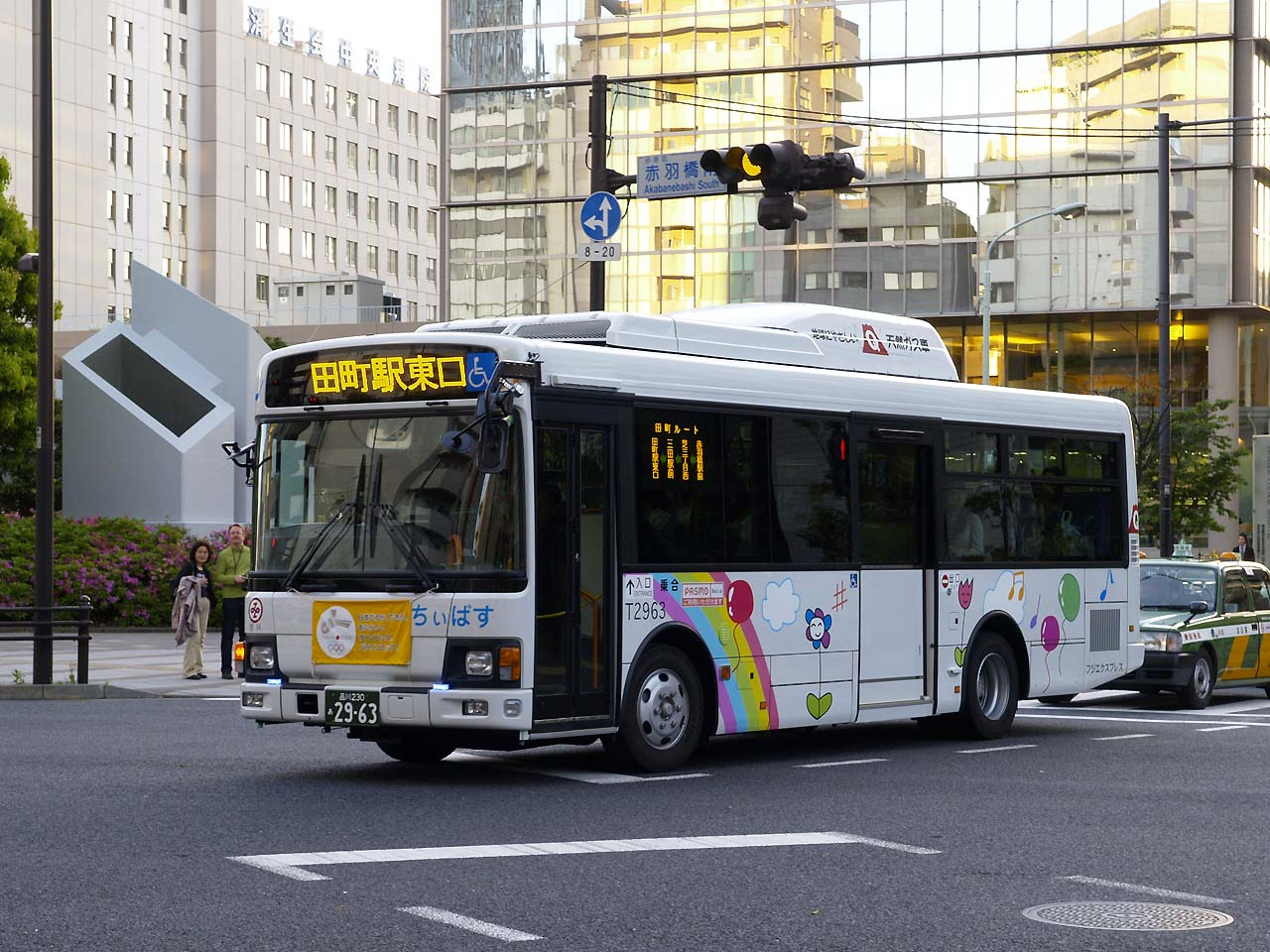
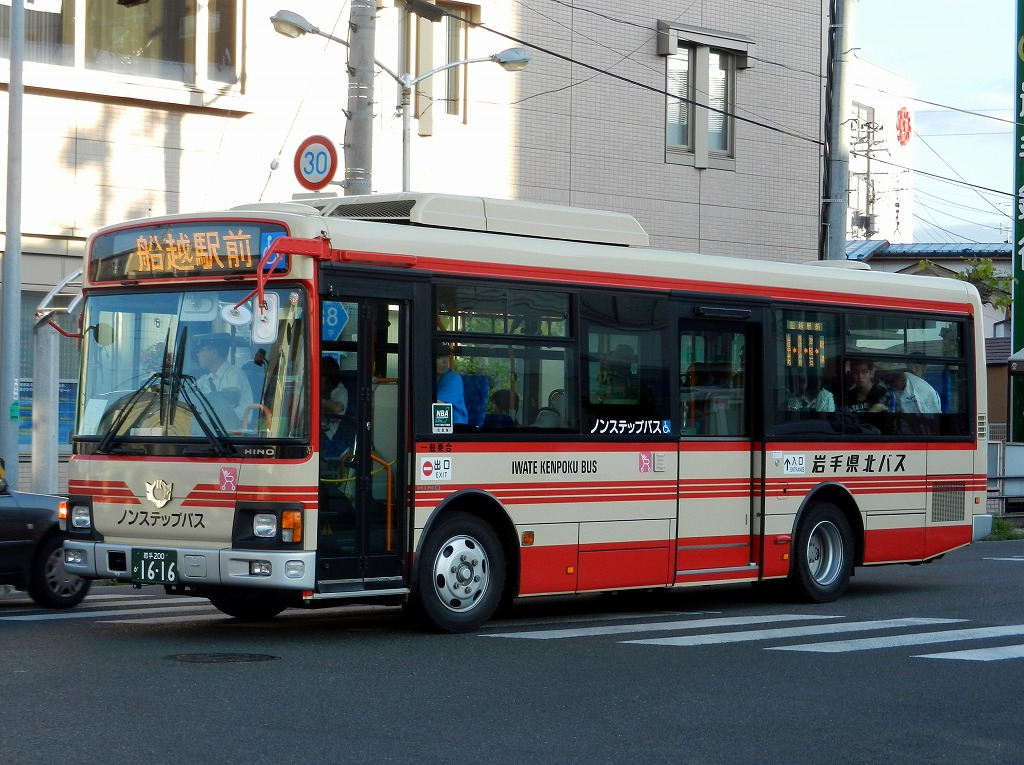

#### SKG/SDG-KR290J1
2011년 11월에 출시한 모델로 2010년 배출가스 규제에 대응한 모델이다. ABS가 장착되었고 엔진은 4HK1-TCH형이 탑재되었다. 2012년 6월에 마이너 체인지로 일부 개량을 거치면서 2015년 중량차 연비 기준에 대응했다.

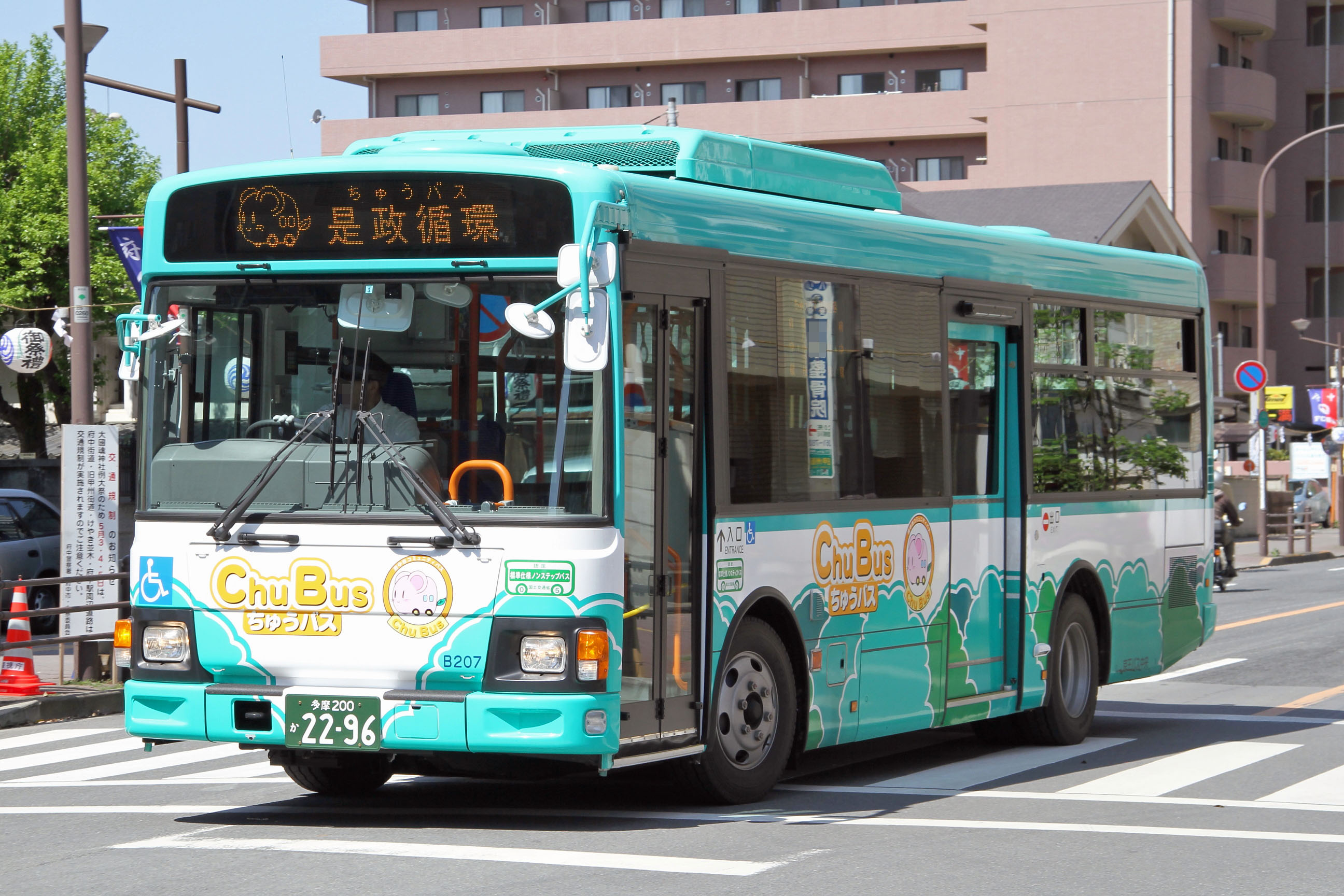
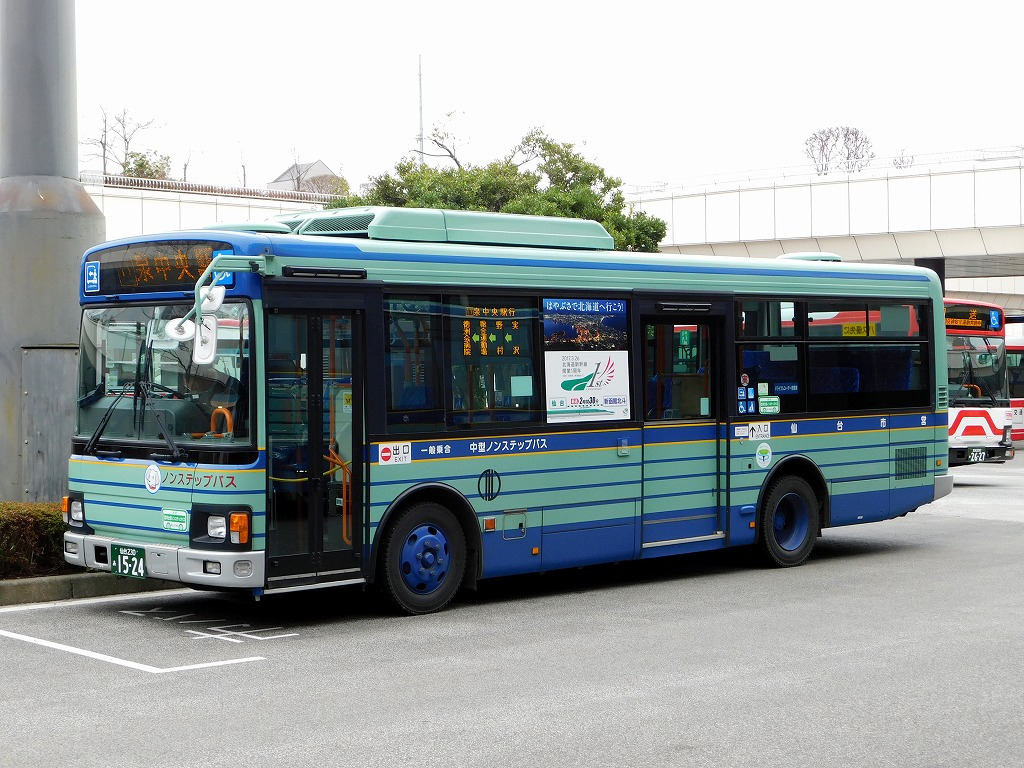
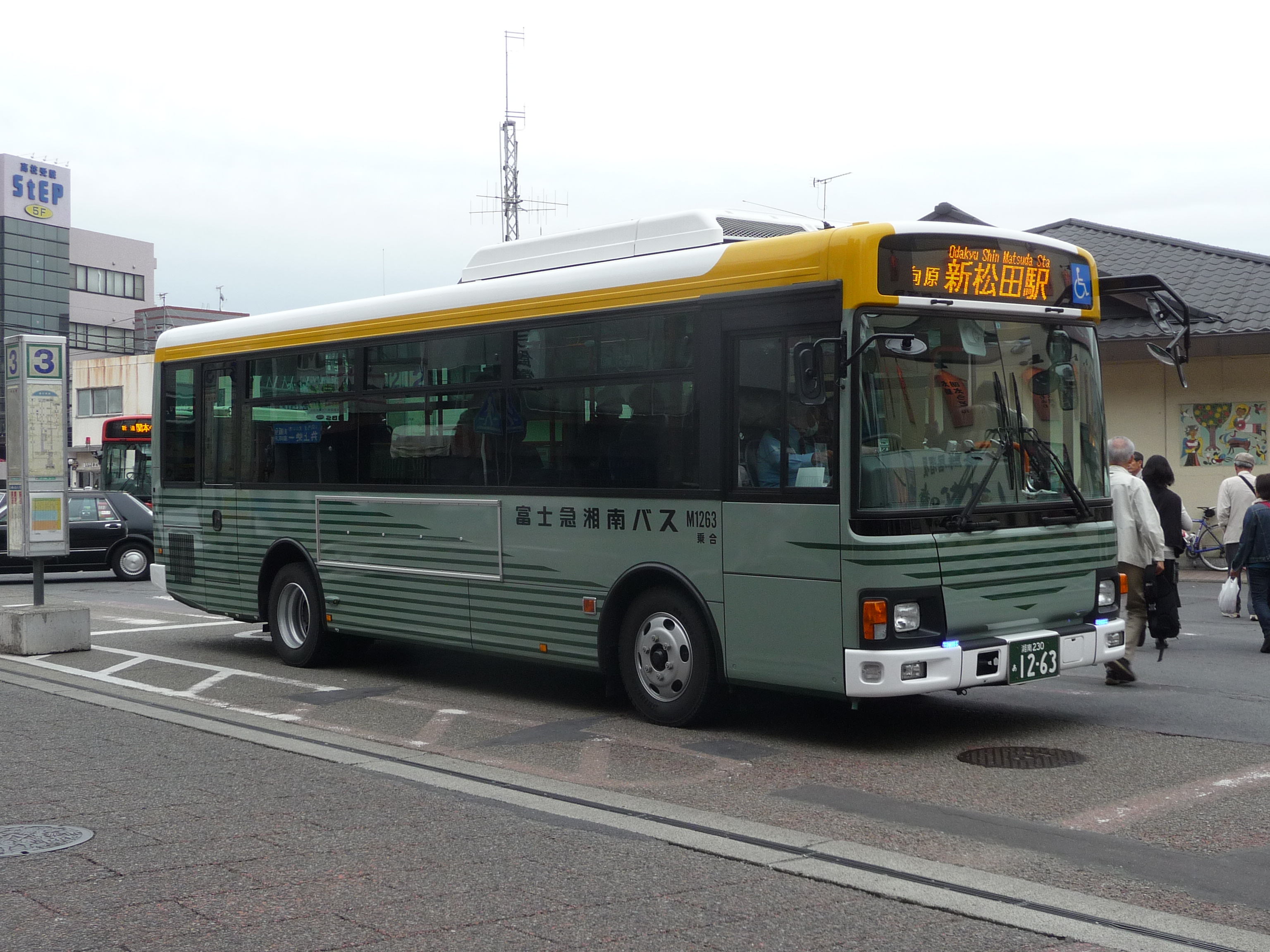
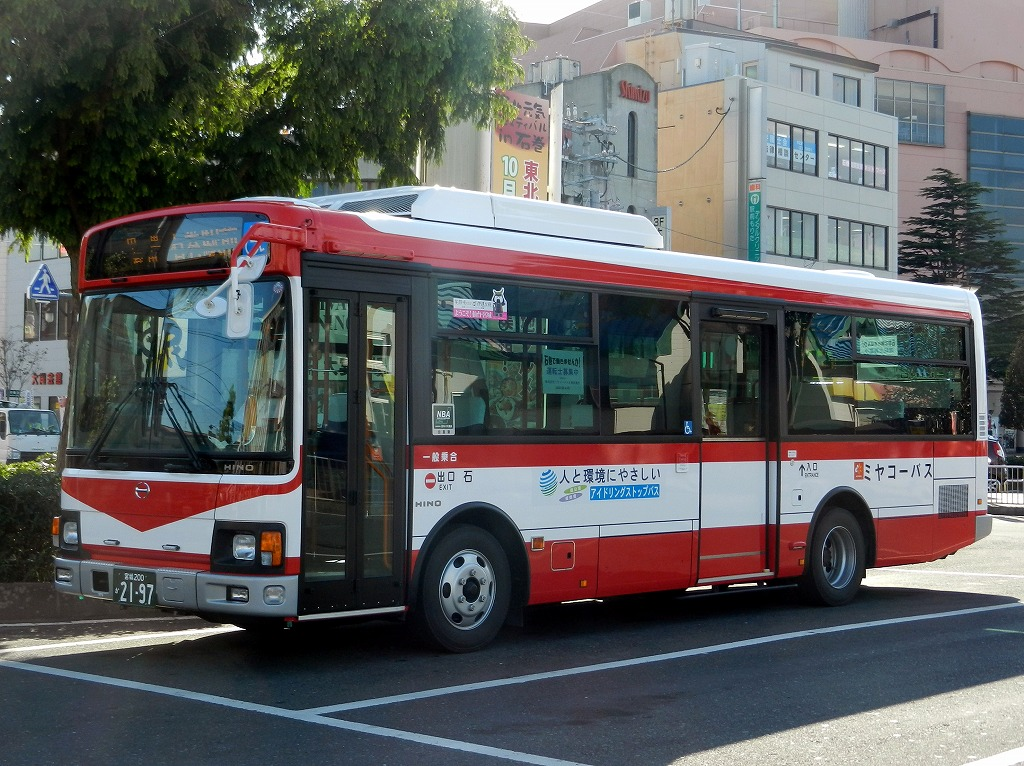

### 히노 레인보우 (2016년부터 현재까지)

#### SKG-KR290J2
2016년 5월에 풀모델 체인지로 출시된 모델로 그와 동시에 명칭도 현재의 명칭으로 변경되었다. 통합 차량의 이스즈 엘가 미오와 마찬가지로 탑재 엔진은 직렬 4기통인 4HK1-TCN형이 탑재되었고 배출가스 규제 대응을 했다.

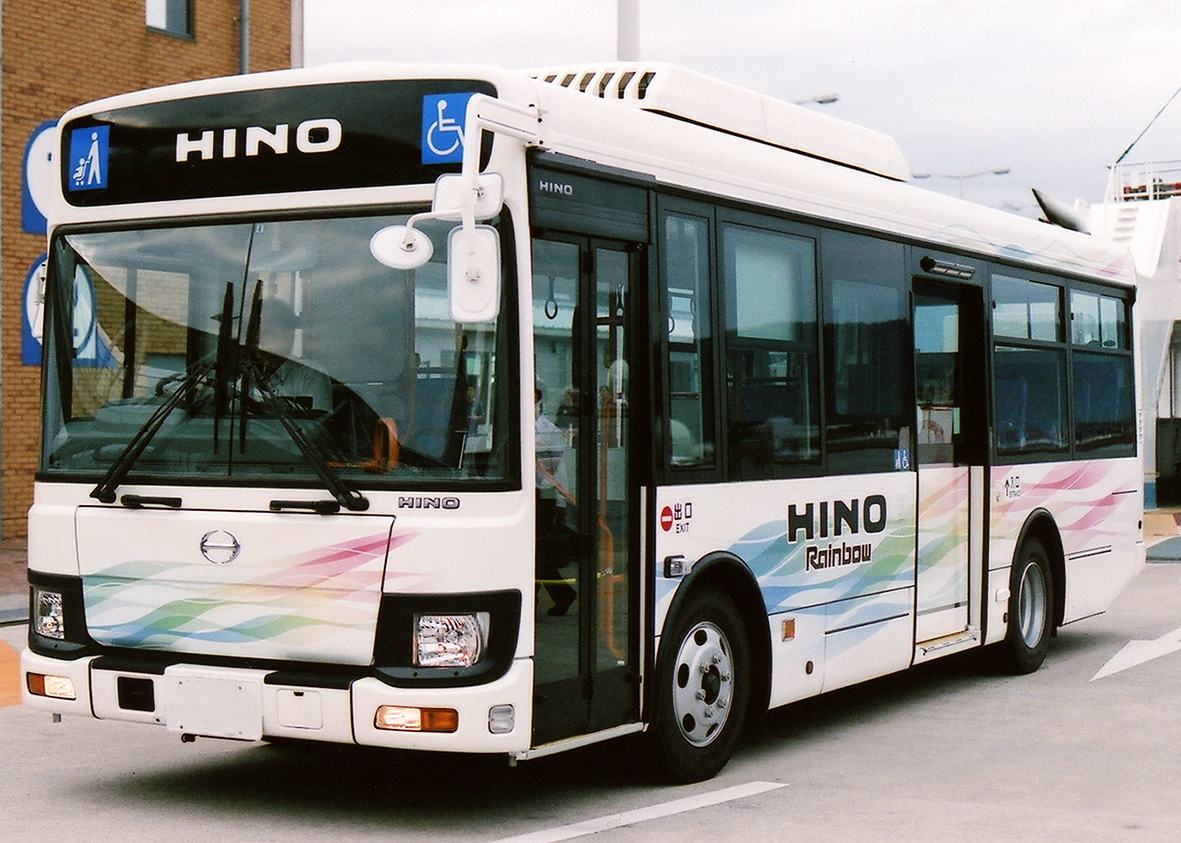
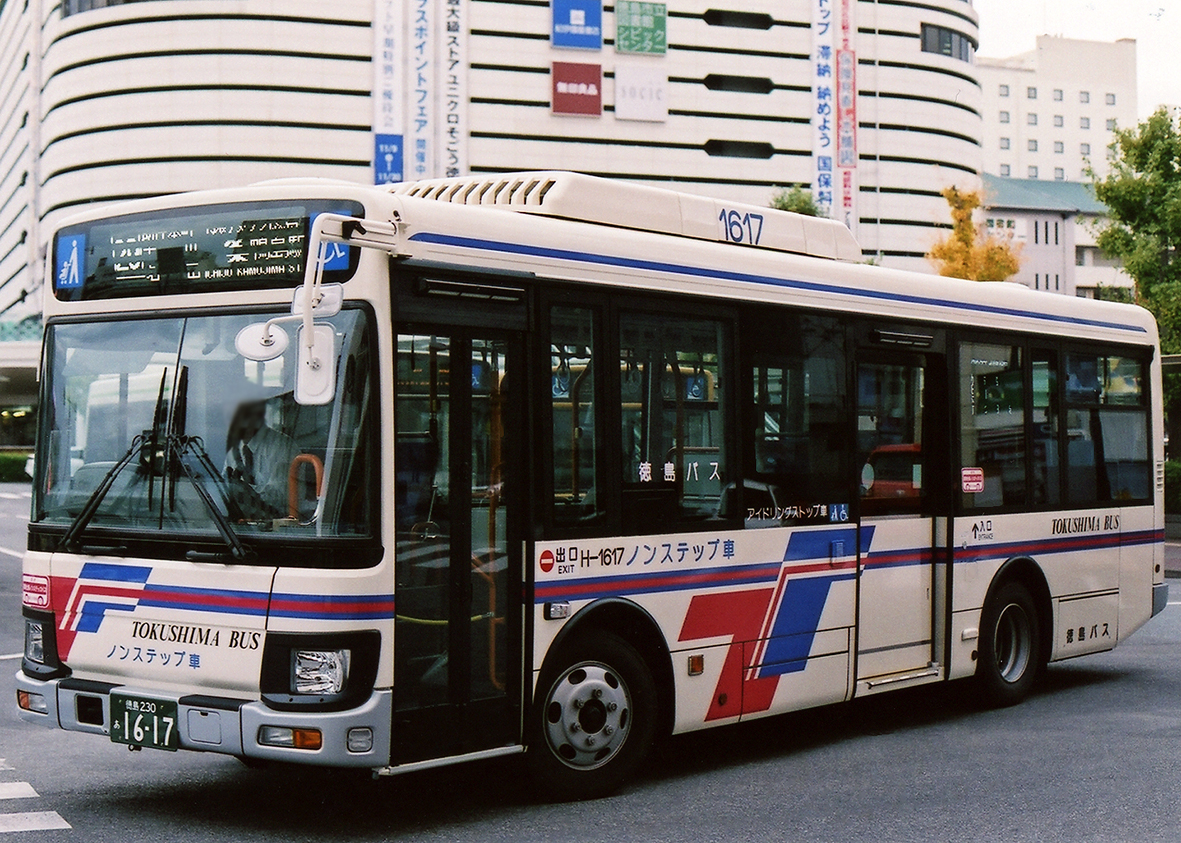

#### 2KG-KR290J3 (현행 차종)
2017년 8월에 출시된 모델로 요소수를 쓰는 SCR이 탑재되었고 차폭이 변경되었고 실내등에 LED가 장착되었다.